# 伊勢神宮
伊勢神宮（いせじんぐう）は、日本の三重県伊勢市にある神社。正式名称は「神宮」（じんぐう）である。他の神宮と区別するために、「伊勢」の地名を冠し伊勢神宮と通称される。
「伊勢の神宮」、または親しみを込めて「お伊勢さん」「大神宮さん」とも称される。古来、最高の特別格の宮とされ、現在は神社本庁の本宗（ほんそう。全ての神社の上に立つ神社）であり、「日本国民の総氏神」とされる。
律令国家体制における神祇体系のうちで最高位を占め、平安時代には二十二社の中のさらに上七社の1社となった。また、神階が授与されたことのない神社の一つ。明治時代から太平洋戦争前までの近代社格制度においては、全ての神社の上に位置する神社として社格の対象外とされた。

## 概要
伊勢神宮には天照坐皇大御神（あまてらしますすめおおみかみ。天照大御神）を祀る皇大神宮と、衣食住の守り神である豊受大御神を祀る豊受大神宮の二つの正宮があり、一般に皇大神宮は内宮（ないくう）、豊受大神宮は外宮（げくう）と呼ばれる。
広義には、別宮（べつぐう）、摂社（せっしゃ）、末社（まっしゃ）、所管社（しょかんしゃ）を含めた合計125の社宮を「神宮」と総称する。この場合、所在地は三重県内の4市2郡に分布する（後述）。
他の多くの神社は瓦屋根や朱塗りの建物に変わっていったが、伊勢神宮は神明造という古代の建築様式を受け継いでいる。これは弥生時代の高床倉庫が起源で、神へのお供え物をする特別な建物だったといわれている。また、式年遷宮が20年に一度行われる（後述）。この他、近世以前には、仏教用語を用いない「忌詞」の制度や、僧尼の立ち入りを制限する「僧尼遥拝所」が存在し、神宮寺も早期に廃止されるなど、伊勢神宮では祭儀が一定程度古儀のまま継承された。
伊勢神宮は皇室の氏神である天照大御神を祀るため、歴史的に皇室・朝廷の権威との結びつきが強い。神宮の神体である八咫鏡は、宮中三殿の賢所に祀られる御鏡と一体不可分の関係とされ、神宮祭祀と宮中祭祀は一体性をもって行われてきた。また、南北朝時代に途絶するまで、未婚の皇女が宮中から派遣され、神宮に奉仕する斎宮の制度が設けられていた。現代でも天皇・皇后が参拝するほか、神宮の神嘗祭に際しては毎年天皇から勅使が派遣され、神宮の祭主を元皇族の女性が務めるなど、天皇と神宮の繋がりは深い。
また、伊勢神宮は古代には国家全体の神として天皇による公的祭祀が行われ、個々人が私的な幣帛を奉る行為は禁止されていた。このため、創建以来一貫して、朝廷、幕府、明治政府といった歴史上の政府により、国家的な管理・維持が行なわれてきた（後述）。第二次世界大戦後に、伊勢神宮は国家の管理から離れ、法的には一宗教法人となったが、現代においても内閣総理大臣および農林水産大臣などが年始に参拝することが慣例となっている。
中世以降は、このような天皇の祖神としての性格や公的な性格に加え、「国家の総鎮守」として庶民を含むあらゆる階層から信仰を集め膨大な数の参拝者を生むようになり、とりわけ江戸時代には短期間で数百万人が参拝する「お蔭参り」が生じるなど、伊勢神宮は日本の信仰の中心地となった（後述）。

## 祭神
主祭神は以下の2柱。
- 皇大神宮：内宮（ないくう）
  - 天照坐皇大御神（あまてらしますすめおおみかみ） - 一般には天照大御神として知られる。
- 豊受大神宮：外宮（げくう）
  - 豊受大御神（とようけのおおみかみ）

主祭神以外については、各宮の項目を参照。

## 役員
- 祭主：黒田清子（第125代天皇明仁第1皇女子、第126代天皇（徳仁）妹）

- 大宮司：久邇朝尊（旧皇族久邇宮子孫、第126代天皇（徳仁）再従兄弟）[23]

## 創祀

### 神話

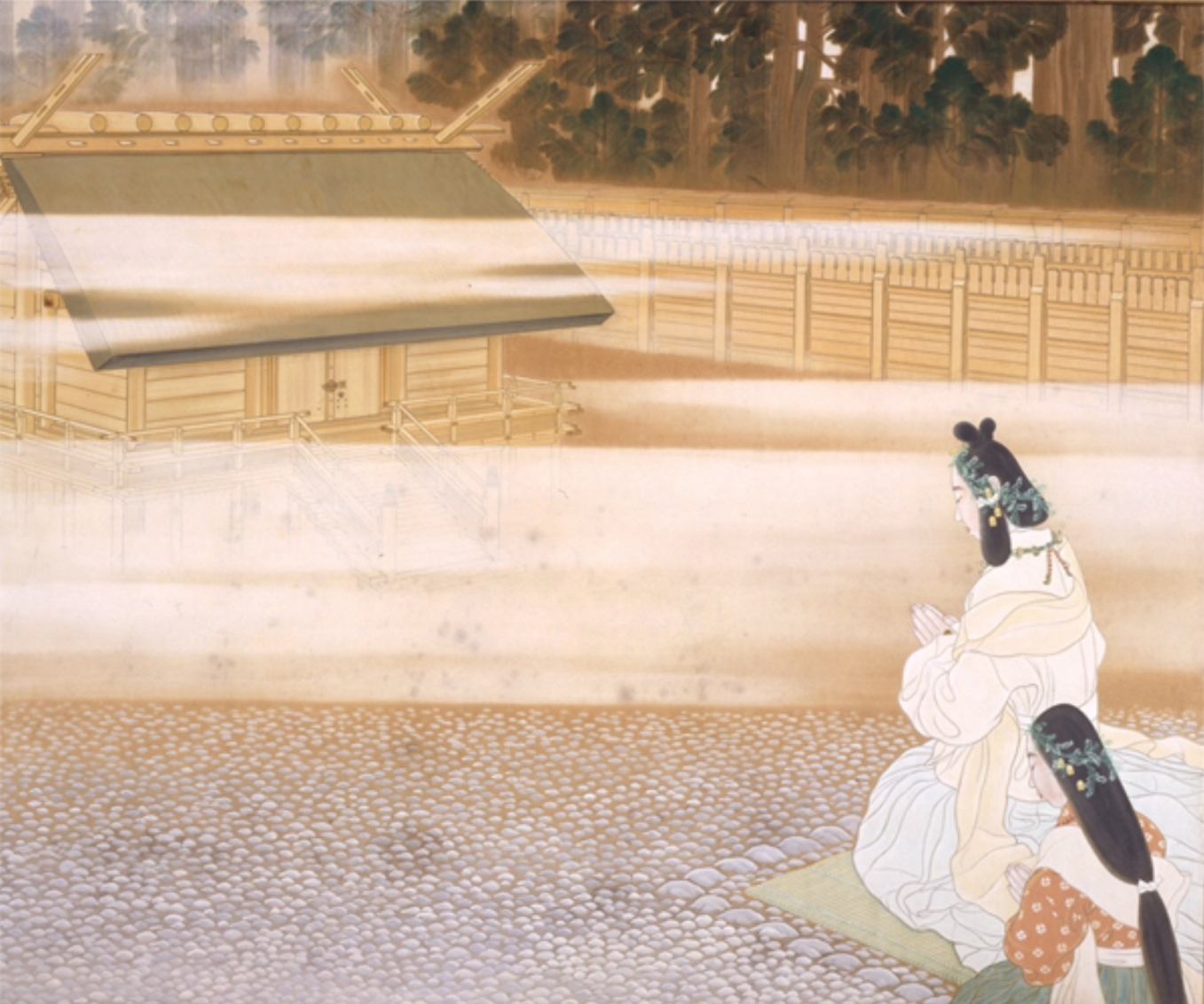
矢沢弦月『皇大神宮奉祀』、1933年。

天孫・邇邇芸命が降臨した（天孫降臨）際、天照大御神は三種の神器を授け、その一つ八咫鏡に「吾が児、此の宝鏡を視まさむこと、当に吾を視るがごとくすべし。」（『日本書紀』）として天照大御神自身の神霊を込めたとされる。この鏡は神武天皇に伝えられ、以後、代々の天皇の側に置かれた。しかし、第10代崇神天皇の治世に、鏡は大和笠縫邑に移され、皇女豊鍬入姫がこれを祀ることとされた。これは、崇神天皇5年に、疫病が流行り多くの人民が死に絶えたことで、天皇の側で神鏡を祀っているのが恐れ多いことであると考えられ、崇神天皇6年に従来宮中に祀られていた天照大御神と倭大国魂神（大和大国魂神）を皇居の外に移したのである。
その後八咫鏡は皇女の倭姫命に託され、倭姫命は天照大御神の神魂（すなわち八咫鏡）を鎮座させる地を求め旅をして各地を移動した。『日本書紀』に「倭姫命、菟田（うだ）の篠幡（ささはた）に祀り、さらに還りて近江国に入りて、東の美濃を廻りて、伊勢国に至る。」とある通り、垂仁天皇25年3月に倭姫命は伊勢に至った（元伊勢伝承）。倭姫命が伊勢に至ると、天照大御神から「この神風（かむかぜ）の伊勢の国は常世の浪の重浪（しきなみ）帰（よ）する国なり。傍国（かたくに）の可怜（うまし）国なり。この国に居（を）らむと欲（おも）ふ」との神託が降り、伊勢の地に鎮座することが決まったのである。移動中に一時的に鎮座された場所は元伊勢と呼ばれている。なお『古事記』には、この経緯について崇神天皇記と垂仁天皇記の分注に伊勢大神の宮を祀ったとのみ記されている。
外宮は、平安時代初期の『止由気宮儀式帳』（とゆけぐうぎしきちょう）によれば、雄略天皇22年7月に、天照大御神から雄略天皇に「吾一所に坐せば甚（はなはだ）苦し。しかのみならず大御饌も安く聞召（きこしめ）さず坐すが故に、丹波国（後に丹後国として分割）の比沼真奈井（ひじのまない）に坐す我が御饌都神（みけつかみ）、等由気大神（とゆけのおおかみ）を我が許に欲す」との神託があったとされ、この神託の通り、豊受大神を丹波国の真奈井原（まないはら）から伊勢山田原へ、天照大御神の食事を司るための神として遷座したことが起源とされる。

### 考証
津田左右吉の研究以来、歴史学においては『古事記』や『日本書紀』の応神天皇条以前の記述は神話であり、歴史的事実とは考えられていない。そのため、これまでに多くの研究者が、複数の学術分野から伊勢神宮の史実上の創祀年代について検討してきた。他方で、『日本書紀』の神宮創祀伝承の箇所の異伝に、神宮の創始を「丁巳年」と記していることについて、伝承の内容は史実でなくとも、干支に関しては実際の創祀年がそのまま記述された可能性が高いとして、丁巳に該当する西暦年の中から、最も可能性が高いと考えられる年号を伊勢神宮の創祀年と想定する見解も複数示された。
これまでに提示されてきた伊勢神宮創祀年の主な説としては、垂仁朝説、5世紀後半の雄略朝説、6世紀前半の継体もしくは欽明朝説、6世紀後半の用明・推古朝説、7世紀後半の天武・持統朝説、7世紀末の文武朝説などが挙げられる。
成立を最も早く見る垂仁朝説には、歴史学者の阪本広太郎、田中卓、岡田登らがいる。阪本は、日本神話の神宮創祀伝承を史実として認める立場をとり、伝承の通り倭姫命が垂仁天皇25年に倭笠縫邑を発し、その後の伊勢までの巡行に1年を要したとして、丁巳年に当たる垂仁天皇26年に伊勢神宮が創祀されたとする説を提示し、その西暦年代については『日本書紀』の紀年法に従って機械的に換算した紀元前4年とした。なお、阪本の説は、阪本が著し神宮司庁により発行された『神宮祭祀概説』が採用している説であり、現在の伊勢神宮の公式見解とされる。岡田登も、神宮創始を垂仁天皇26年とした上で、それに該当する西暦年代については、『日本書紀』の讖緯説に基づく暦の修正、箸墓古墳の炭素年代測定に基づく年代、他の文献の崇神天皇・垂仁天皇の崩御干支などから、297年に比定した。田中卓も、神宮創祀は垂仁天皇朝だとし、その西暦年代は3世紀であると推定した。
5世紀後半の雄略朝説と見る立場の主な研究者には歴史学者の岡田精司らがいる。岡田は、ヤマト王権が中国への朝貢を停止し、冊封体制から離脱を図った5世紀後半の雄略天皇の時代に、王権の強化を図る必要性から王権祭祀が改革され、東国経営の進展と相まって大王守護神の斎場が大和地域から伊勢地域に移されて伊勢神宮が成立したと主張した。そして、雄略天皇の治世下でかつ丁巳年に該当する477年を、伊勢神宮の具体的な創祀年代と結論づけた。岡田は、『皇大神宮儀式帳』にも「度会宮」の創始年として雄略天皇の「丁巳年」（すなわち477年）とあることに着目し、この「度会宮」は外宮を指すものではなく、内宮と外宮が分離する以前の最初期の伊勢神宮の呼称であるとし、477年成立説の根拠の一つとした。
6世紀前半の継体もしくは欽明朝説をとる研究者としては直木孝次郎、前川明久、和田萃などがいる。直木は、伊勢神宮はもともと皇室の氏神ではなく伊勢在地の神であったが、王権が東国経営の観点から伊勢地域を重視しはじめ、6世紀前半の欽明天皇の時代ごろより伊勢の地方神が天皇から崇敬を受けるようになり、次第に皇祖神と習合し、天武・持統朝に伊勢神宮が国家最高の神社として確定したと主張した。ただし、直木の「地方神昇格説」は、上述の岡田精司から「王権守護神は王権の呪術的権力の基盤であり、よほどの事情がない限り祭神の変更はあり得ないことで、地方神が王権神に昇格するようなことは、世界の宗教史上でも例を見ない」などと反論を受けている。前川は、欽明天皇の時代にヤマト王権が三輪山の祭祀権を掌握し、三輪神の持つ農耕神的神格を、王権が祀る日神と習合させて天照大御神という神格を形成し、東国経営の基地として伊勢多気の地に遷座したとした上で、最終的に多気から度会に遷座されたのは、斉明天皇の治世下の「丁巳年」に該当する斉明天皇3年（657年）と推定した。一方、和田萃は、6世紀前半で「丁巳年」に当たる537年を神宮の具体的な創祀年として推定している。
6世紀後半の用明・推古朝説をとる研究者には、歴史学者の鶴岡静夫などがいる。推古天皇の在位下では、推古天皇5年（597年)が丁巳年に該当する。
7世紀後半の天武・持統朝説をとる研究者には、歴史学者の丸山二郎、建築学者の川添登らがおり、7世紀末の文武朝説をとる研究者には、神話学者の筑紫申真、仏教史学者の田村圓澄などがいる。これらの所説は、「伊勢神宮成立」の定義の要件を、アマテラスという具体的な神格を祀る神社としての成立に求めるため、相対的に新しく神宮の成立を考えるのである。
また、近年では考古学の分野における研究も進み、考古学分野では5世紀後半の雄略天皇朝の成立が最有力説となっている。考古学者の穂積裕昌は、4世紀代に伊勢地域に築造されたと考えられる前方後方墳や円墳に、ヤマト王権で重んじられた銅鏡や腕輪形石製品・儀丈形石製品が副葬されていることから、この時点でヤマト王権と伊勢地域は繋がりを有していたと考え、また5世紀に入り南伊勢地域に久居古窯などの須恵器窯跡群が見られるようになり、同地で須恵器生産が開始されたと考えられることを王権と南勢地域との関係の証左と捉え、さらに伊勢神宮内宮から広範に出土する各種祭祀遺物から、内宮に当たる空間が5世紀の時点で巨大な祭場であったと結論づけ、5世紀後半の雄略朝を伊勢神宮成立の画期と評価した。祭祀考古学者の笹生衛も、5世紀の各地の祭祀遺跡から出土する調理具類、紡織具類、琴、土師器・須恵器、製塩土器、案、高床倉部材などが、『皇太神宮儀式帳』に記載される伊勢神宮の祭儀で用いられる器具と一致すると指摘し、伊勢神宮の神宝・装束、祭式の構成は、5世紀以来の系譜を持つと指摘した。また、考古学者の八賀晋は、全国に24面ある「画文帯同向式神獣鏡」が伊勢湾周辺だけで合計7面出土し、3割近くが伊勢地域に集中する事実に着目し、伊勢が祭祀の場としてヤマト王権により重んじられたことで、5世紀後半から6世紀中ごろにかけて集中的に配布されたと指摘し、伊勢神宮の成立を雄略朝に想定した。
他方で、伊勢神宮の存する南伊勢地域には、古墳時代を通じて前方後円墳はおろか際立った首長墳が築造されず、6世紀後半になってようやく横穴式石室をもつ高倉山古墳をはじめ後期古墳の築造が見られ始めることから、5世紀代にはヤマト王権と伊勢地域の関係は希薄であり、6世紀末になって初めて伊勢地域南部をも含めた伊地域全体が大和王権による統一管理体制下に入り、伊勢における王権の祭祀はそれと同時期の6世紀末に開始されたとする見解もある。

## 歴史

### 古代

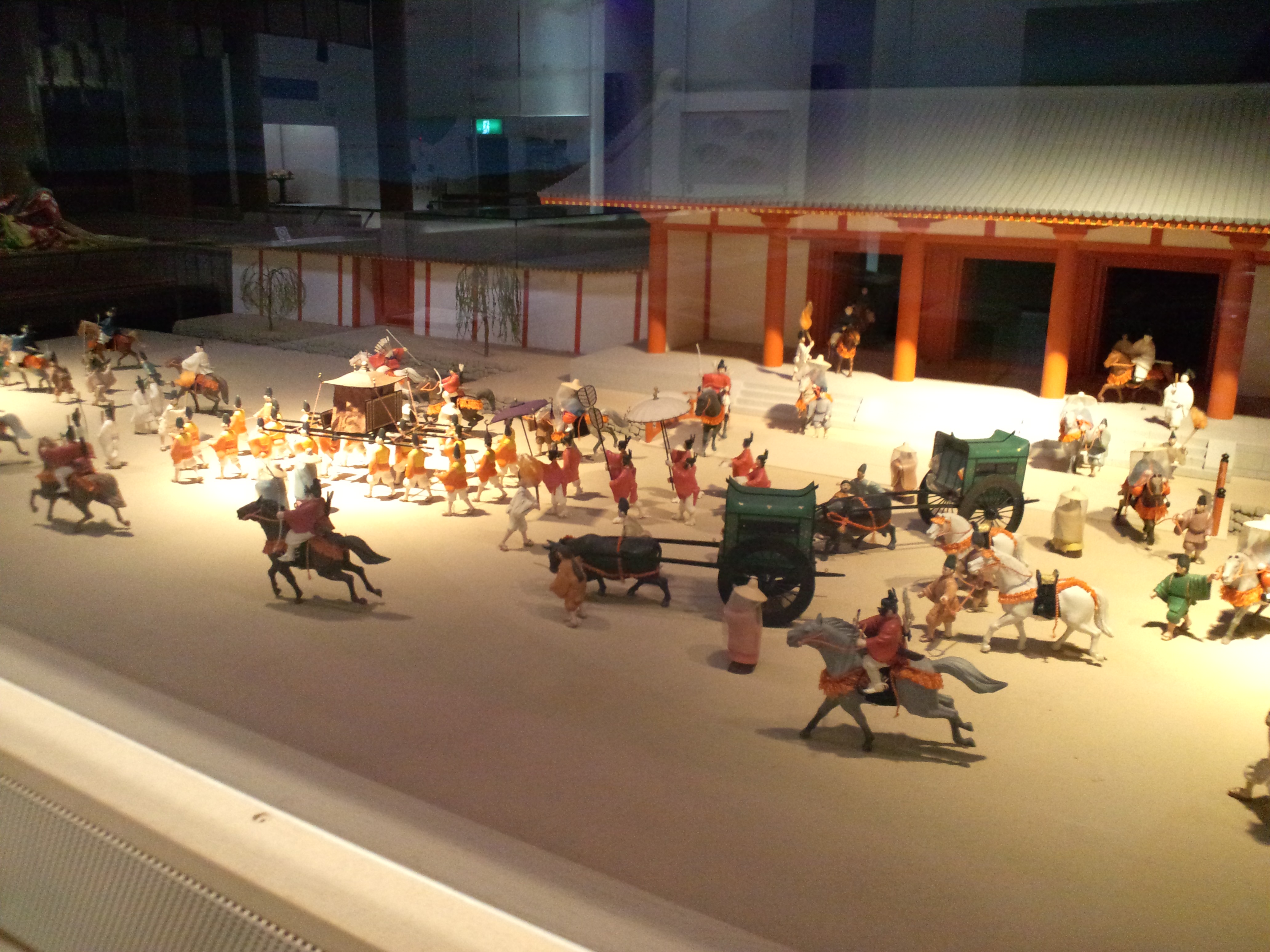
都を出発する斎宮の群行。

律令祭祀制度の整備が進む天武天皇・持統天皇の時代に、伊勢神宮の祭祀の諸制度や社殿が整備された。天武天皇の時代に斎宮が制度化され、『扶桑略記』によれば天武天皇の皇女である大伯皇女が初代とされる。また内宮の式年遷宮も持統天皇の時代の690年に開始され、その2年後に外宮の式年遷宮も開始された。その他、神宮神嘗祭や月次祭など神宮祭祀の諸制度も整備され、奈良時代からは神嘗祭に際して朝廷より例幣使が派遣されることとなった。さらに、伊勢神宮の現在の社殿の形式も、天武持統朝に整備されたと考えられている。また、国家祭祀の場として、天皇以外の奉幣は禁止された（私幣禁断）。
古代においては、伊勢神宮の経済基盤は律令国家により保証され、神宮の租税を負担する戸である神戸は大和国、伊賀国、伊勢国、志摩国、尾張国、三河国、遠江国の7カ国に1130戸を数え、収穫が伊勢神宮への御饌として献上される神田は36町1反におよんだ。また、伊勢国の度会郡・多気郡の二評は神郡とされて伊勢神宮に属し、租庸調などの税は伊勢神宮に収められた。これらの神税を以ってもなお足らぬところがあれば、正税や国庫によりその不足分が補われることとなっていた。なお、神郡は寛平年間に追加された飯野郡を皮切りに順次追加され、最終的には飯高郡、安濃郡、三重郡、朝明郡、員弁郡を含む8郡が伊勢神宮の神郡となった。
神職は、内宮・外宮・別宮あわせて86名が奉仕する構成となり、内宮では荒木田氏の一族で従七位の者が、外宮では度会氏の一族で従八位の者が禰宜を務めた。禰宜の下には大内人、小内人、物忌、物忌父などの役職が置かれた。この86名の他に、馬飼丁（うまかいのよぼろ）18名、神服織（かんはとり）50名、神麻績（かんおみ）50名の計118名が祭祀に奉仕した。ここまでの人員は伊勢国の土着の者により担われたが、中央からも伊勢と朝廷のパイプ役として大宮司・少宮司・祭主という役職が派遣され、大宮司は正六位上、少宮司は正七位上の大中臣氏から選任、祭主は五位以上の中臣氏から任じられた。
神宮に関する法令や祭儀の規定については、桓武天皇が延暦23年（804年）に作成させた『皇大神宮儀式帳』『止由気宮儀式帳』や、醍醐天皇が作成させ延長5年（927年）に完成した『延喜式』巻4「伊勢大神宮」などに示された。また、延喜式神名帳では式内大社となり、平安時代後期に成立する二十二社では筆頭の神社となった。
また、伊勢神宮や斎宮では「仏」を「中子」、「僧」を「髪長」と言い換えるなど仏教用語を使わない「忌詞」の制度があるなど仏教を忌避する傾向があり、これらの仏法忌避は神宮祭祀においては維持されたが、神宮神官の間での仏教信仰は高まり、祭主・大中臣永頼が長徳年間に蓮台寺を建立して以降、神宮神主も積極的に氏寺や経塚を形成するようになった。背景については「神仏習合」を参照。

### 中世
中世に入り律令制度が崩壊すると、それまで神戸や神田など律令制に基づく制度を経済基盤としていた伊勢神宮の経済基盤が揺らぎ始めた。そこで、伊勢神宮では11世紀ごろから役夫工米の制度が開始された。この制度は、権門勢家や有力寺社などを問わず、各国の荘園に神宮の役夫工使が在庁官人とともに入り込み、不輸不入などの特権を無視して課税を行う制度である。この制度により、豪農や武士団などの荘園の開発領主層が伊勢神宮を権門勢を上回る権威として認識するようになり、自らの荘園を伊勢神宮に寄進する者も増え、中世には多くの神宮御厨が形成され、これが伊勢神宮の新たな経済基盤となった。例えば、大治5年（1130年）には平経繁が相馬御厨を、源頼朝は寿永3年（1184年）に外宮に大河土御厨を寄進している。伊勢神宮の御厨には、伊勢神宮の神を勧請して天照大御神や豊受大神を祭神とする神明神社が建立されるようになった。伊勢神宮から御厨へ勧請されて成立した神明神社としては、芝大神宮（飯倉御厨）、仁科神明宮（仁科御厨）、神明社（榛谷御厨）、天津神明宮（東条御厨）などが挙げられる。
神宮御厨からの税の取り立ては、中世に入り新しく生じた神主身分である権禰宜を務めた下級神主により担われ、そのような職務に当たった神主を口入神主と称する。口入神主は税の取り立てに当たって伊勢神宮の神威を説き回ったり、伊勢神宮への祈願を取り次いだりしたため、これが東国を含む武士や土豪などの層へも伊勢神宮の信仰が広がる一つの理由となった。そして、朝廷への、そして皇室とその氏神への崇拝もあり、日本全体の鎮守として全国の武士から崇敬された。口入神主の活動は次第に庶民にも広がり、中世には庶民層まで広く大神宮信仰が広がった（詳細は伊勢神宮#信仰参照）。
このようにして伊勢信仰が広がったことで、僧侶の間にも神宮への関心が高まり、中世には重源、西行、貞慶、叡尊、無住、通海などの高名な僧侶も神宮に参拝した。このような中で、内外両宮を金胎両部とみなす両部神道などの神仏習合説が盛んになった。中世に盛んになった神仏習合の教説においては神宮は神道側の最高神とされた。外宮祠官の度会行忠や度会家行は、両部神道の影響を受けつつ、伊勢神宮の外宮と内宮の同格を説く伊勢神道（度会神道）を唱え、伊勢神宮での厳格な祭祀を背景に「正直」「清浄」を指針とする神道思想を説いた。
中世には、内宮と外宮はその地位や収益の差を巡ってしばしば対立し、永仁4年（1296年）には外宮が豊受宮の名称として「豊受皇大神宮」と「皇」の字をつけたことに内宮側が抗議し、論争となった。さらに、元弘2年（1332年）には参詣者の幣帛を外宮が独占しているとして、内宮から祭主に陳情書が提出され、論争となった（中世においては、交通の便で有利な外宮が内宮を上回る参詣者を集めていた）。また、中世後期には内宮には宇治会合、外宮には山田三方という門前町が形成されたが、この両者も対立してしばしば紛争を引き起こした（詳細は伊勢神宮#鳥居前町（門前町）参照）。
南北朝時代に入ると、相次ぐ戦乱により伊勢神宮の祭儀にも途絶えるものが出始めた。斎宮制度は延元元年/建武3年（1336年）に祥子内親王の代で途絶し、以後復活されなかった。また、神嘗祭における朝廷からの例幣使発遣は、応仁の乱以降中絶した。さらに戦国時代に入ると、戦乱により神宮領が侵略され、経済的基盤を失ったため、式年遷宮が行えない時代もあった。資金獲得のため、神宮の信者を増やし、各地の講を組織させる御師が台頭した。戦国時代には、尾張国（現在の愛知県西部）の織田信秀のように寄進を行う武将もいた。

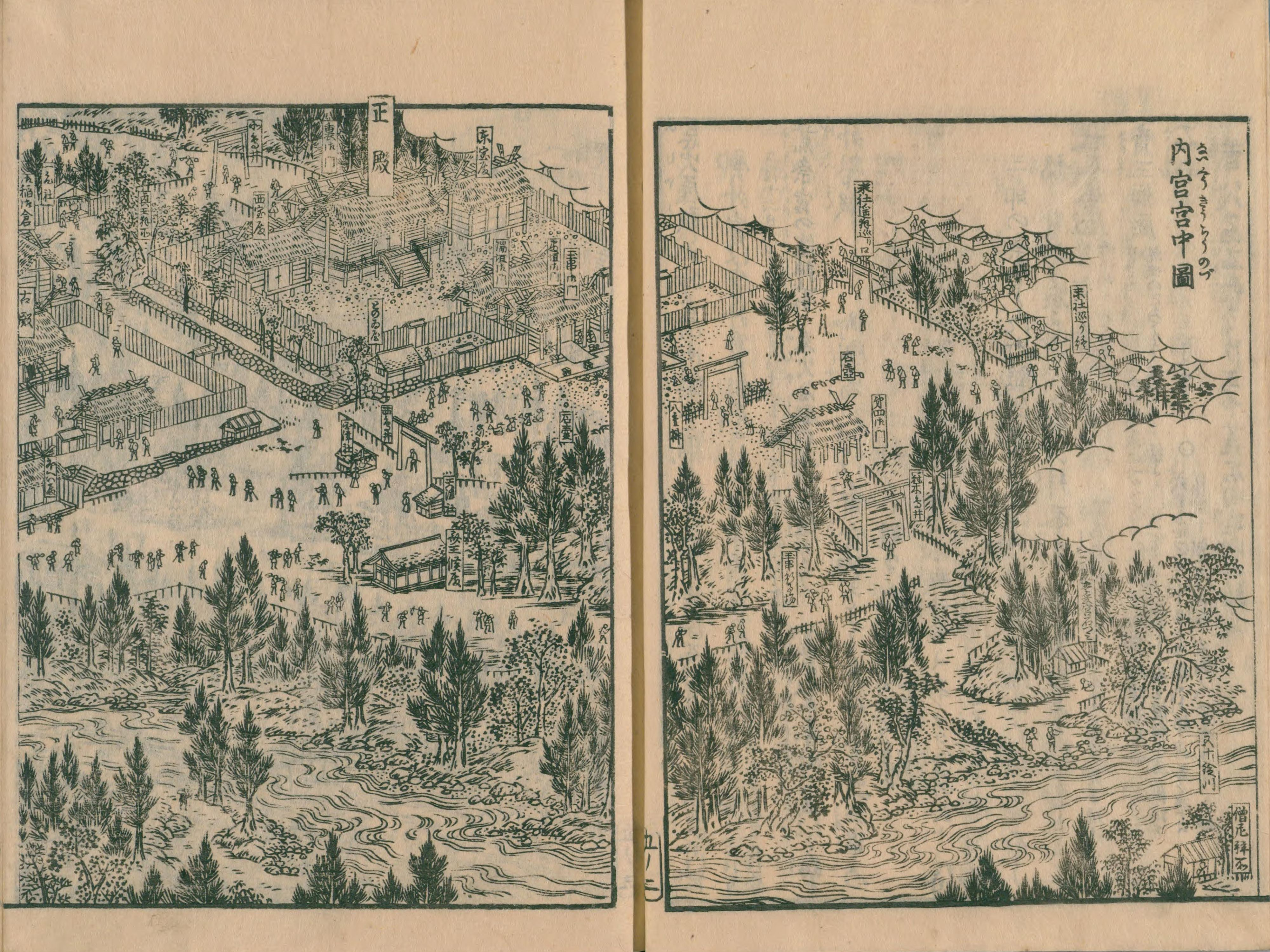
『伊勢参宮名所図会』（1797年）による内宮の正宮。当時は内宮・外宮ともに板垣も外玉垣もなく、参拝客は玉串御門（現在の内玉垣南御門）前まで行けた。

### 近世
安土桃山時代に入ると、戦国時代の戦乱の中で中断していた神宮の祭祀も復興し始めた。慶光院の守悦上人は浄財を募り、まず宇治橋の架け替えを復興した。この意志を継いだ清順上人は後奈良天皇より院号を賜って勧進に奔走し、永禄6年（1563年）に外宮の遷宮が遂行された。さらに次代の周養上人は織田信長から三千貫文の寄付、豊臣秀吉からは金子500枚と米1000石の寄付を受けて内宮の遷宮を遂行するに至り、ここに式年遷宮が完全に復興された。以来式年遷宮は両宮が同年に行われることとなった。
豊臣秀吉が天下を統一すると太閤検地が実施されたが、伊勢国宮川以東は伊勢神宮の神領として検地が行なわれず、神領として保護された。徳川家康により江戸幕府が開かれた後も宮川以東の地域は検地が行なわれず、本州では唯一石高制が適用されない地域となった。神宮の神領は、幕府が両宮領として3500石、内宮領として500石の朱印を下附して安堵し、さらに二見郷2000石余りを御塩調進領として寄進した。さらに、幕府は遠国奉行の一つとして山田奉行を設置し、伊勢神宮の警衛、造替や修繕、遷宮、神領自治組織の監視、鳥羽港出入船舶の監視といった業務を行わせた。また、江戸幕府の将軍が毎年年頭に伊勢神宮に使者を派遣して代参させる「伊勢御代参」が、幕府の年中行事の一つとなっており、伊勢神宮は幕府の権威とも結びついていた。
中世に断絶していた神宮神嘗祭の際の朝廷からの例幣使発遣も、正保4年（1647年）に後光明天皇の特旨により再興された。
伊勢神宮の祠官の間では、中世以来の戦乱で廃絶した伊勢神宮の摂社や祭儀などを再興する動きが広がった。神宮権禰宜の出口延佳は、伊勢神道の教義を復興して「後期伊勢神道」と呼ばれる神道説を形成した他、外宮の近くに豊宮崎文庫を創設して伊勢神宮関連の典籍の集成、保存、公開を行なった。また、子の出口延経や、河辺精長、松木智彦、河崎延貞などの神宮神官らが、神宮殿舎の再整備、神宮祭儀の復興、摂社・末社の再興など実践的な活動を行なっている。
民衆においては、お蔭参り（お伊勢参り）が流行した。庶民には親しみを込めて「お伊勢さん」と呼ばれ、弥次さん、喜多さんの『東海道中膝栗毛』で語られるように、多くの民衆が全国から参拝した。これには、神宮が中世以降、各地に派遣して寄進を募ったり、参拝を進めたりした御師の役割が大きい。住民が資金を積み立てて代表者が参詣する伊勢講も広まった。
寛政2年（1790年）、安房国の庄屋が自分の代理として愛犬を伊勢に派遣している。以後、犬の伊勢参宮が流行するようになった。

### 近現代

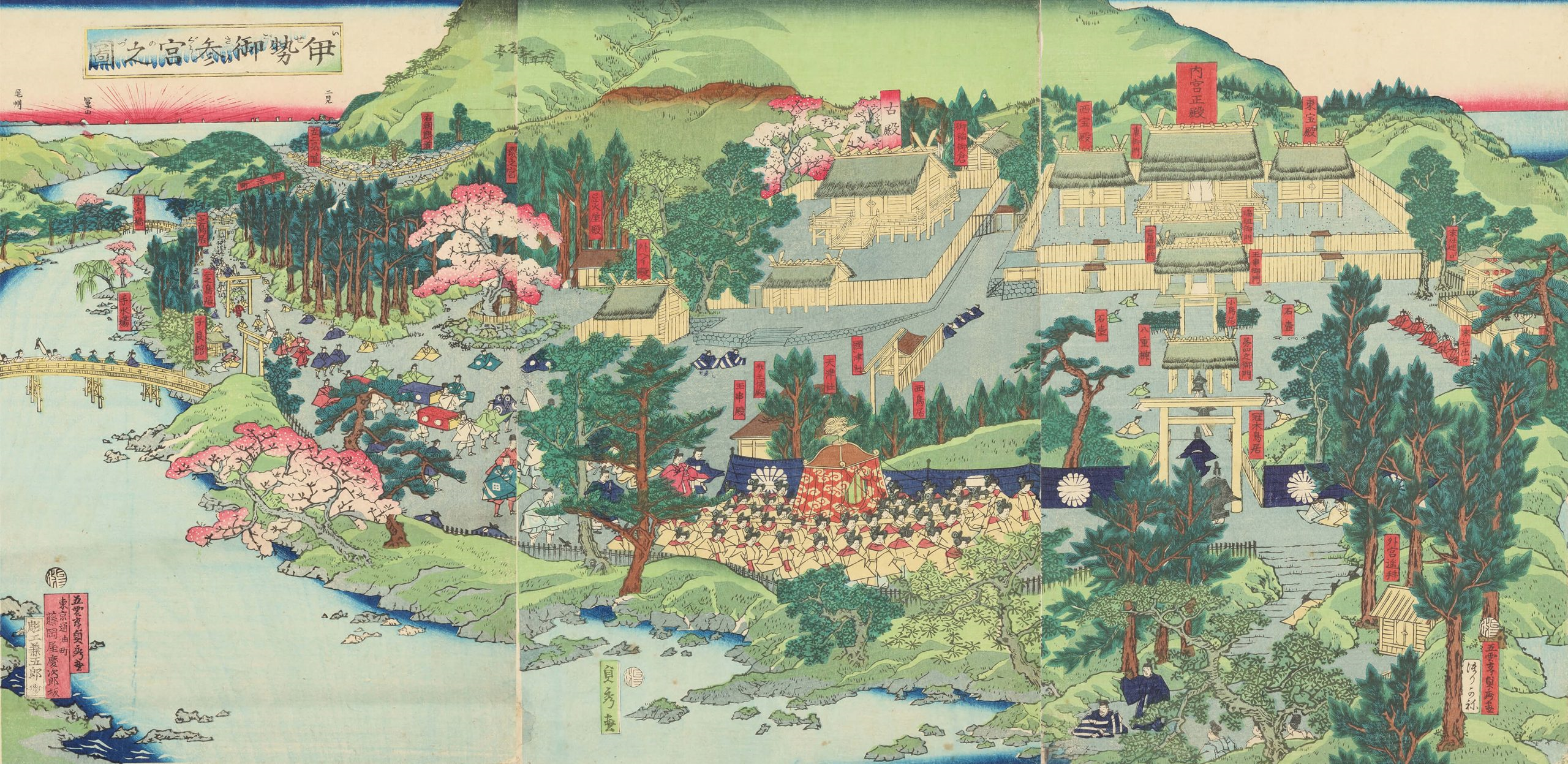
歌川貞秀作「伊勢御参宮之図」

明治2年3月12日（1869年4月23日）、明治天皇が在位中の天皇としては初めて参拝した。天皇による参拝が長期にわたり空白だった理由については諸説が唱えられているが、決定的なものはない。
明治元年に神仏分離令が発出されると、伊勢神宮もその影響を受けた。宇治と山田では109カ寺が廃寺となり、さらに上述の明治天皇の行幸に際しては1か月前に行幸の道筋にある寺を全て撤去せよとの命令が度会府より出て、宇治山田に残った寺の数はわずか15カ寺となった。
明治維新に伴い、神宮の組織も近代化が図られ、神職や神宮傘下の諸社を統括する組織として「神宮司庁」が置かれた。神職の職制は明治4年（1871年）に改められ、禰宜が内宮と外宮で各5名となり、安政5年（1855年）には内宮68名、外宮79名いた権禰宜もそれぞれ5名と大幅に削減された。さらに大内人、内人、大物忌、大物忌父、大物忌母、物忌神戸などの職制も廃止され、変わって主典（さかん）が両宮に各8名、権主典が各15名、宮掌（くじょう）が各10名設置された。祭主、大宮司、小宮司はそのまま置かれたが、江戸時代には360名程度いた神宮の神職が、この改正により89名程度まで減少することとなった。同時に、神職の世襲制廃止に伴い、これまで神宮の神職を世襲していた荒木田氏や度会氏もその職を解任され、以後は国が神職を選任した。また、これまで全国各地の檀家を回って神宮大麻を頒布したり、参拝者の宿泊や案内の役割を担ってきたりした御師も廃止された。
神宮大麻の頒布業務は、神宮司庁から分離して教派神道の一派となった神宮教院が担当することとなり、1899年（明治32年）には崇敬者の財団法人である「神宮奉斎会」へと改組された。
司庁の調査により、神宮の摂末社のうちで所在が不明になっていたものの同定や再興、それまで集落の鎮守として村人の崇敬を受けてきた経緯および独自の祭礼との調整などが行われたほか、社殿の規模や様式についても、数次の社殿造替を経て、統一が行われた。神道国教化政策により、全国神社の頂点の神社として位置付けられ、近代社格制度において別格とされた。
祭祀については、1914年（大正3年）の勅令第9号「神宮祭祀令」により規定された。神宮祭祀を大祭・中祭・小祭に区分。神嘗祭、月次祭、祈年祭、新嘗祭、神御衣祭、遷宮祭、臨時奉幣祭が大祭とされた。日別朝夕大御饌祭、歳旦祭、元始祭、紀元節祭、風日祈祭、天長節祭などは中祭とされ、これ以外が小祭に振り分けられた。それぞれの祭祀の細かい祭式については1875年（明治8年）に制定された「神宮明治祭式」に従うこととされた。
第二次世界大戦以後は政教分離が図られ、宗教法人神社本庁発足に伴い、全国神社の本宗とされた。内宮前に神宮司庁があり、神職約100人、一般職約500人が奉職している。
戦後に廃止された紀元祭は、1954年（昭和29年）、神社本庁の通達に基づき復活した。
佐藤栄作首相が1965年（昭和40年）に参拝して以来、現職内閣総理大臣と農林水産大臣が、（正月三が日に多い初詣の混雑を防ぐため）主に1月4日の官公庁仕事始めの日に参拝するのが慣例行事である。

### 式年遷宮

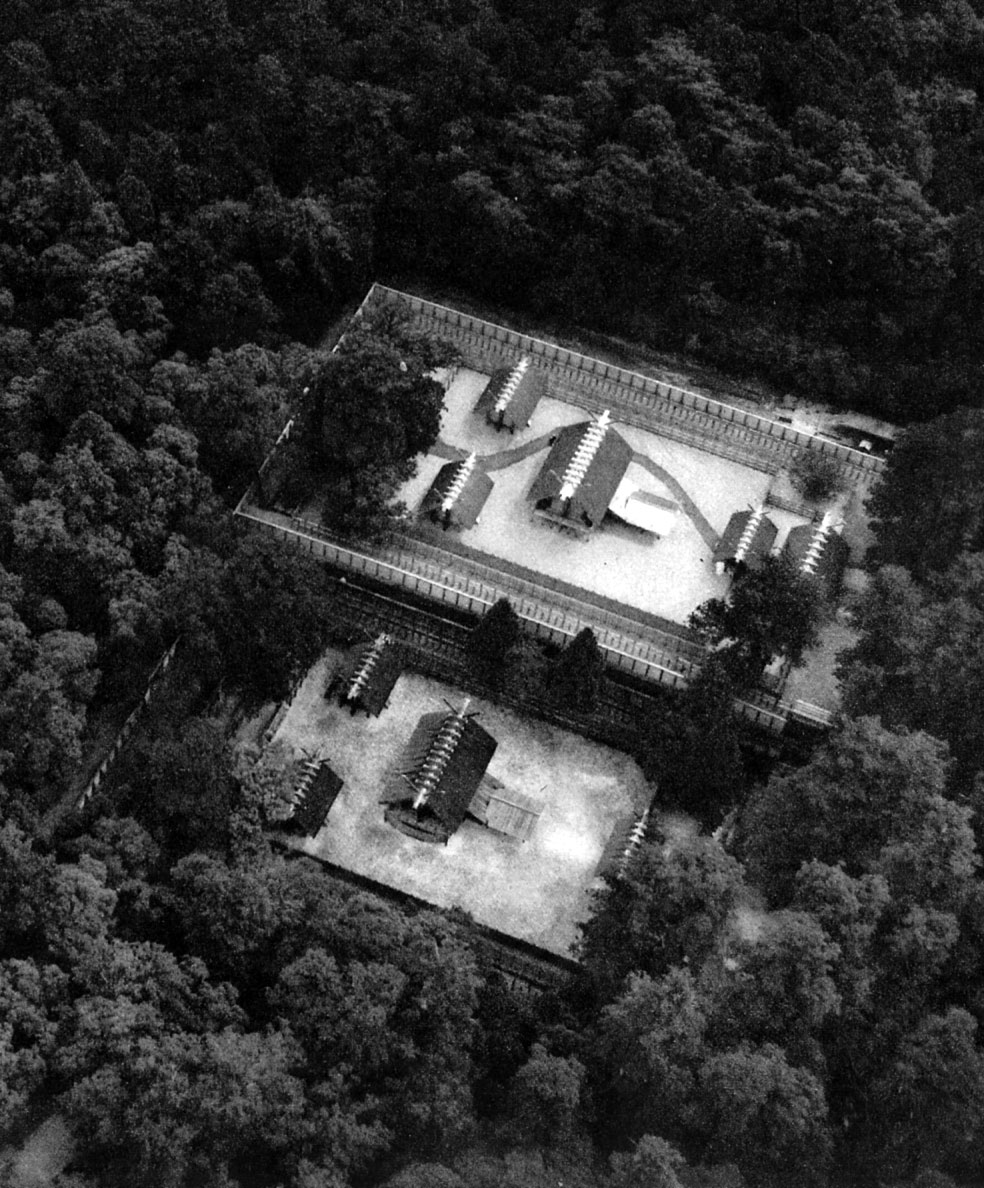
1953年（昭和28年）第59回内宮式年遷宮（上が新殿舎、下が旧殿舎）。

神宮式年遷宮は、神宮（伊勢神宮）において行われる式年遷宮（定期的に行われる遷宮）である。原則として20年ごとに、内外両宮の正宮の正殿をはじめとする別宮以下の諸神社の正殿を造替して神座を遷し、宝殿、外幣殿、鳥居、御垣、御饌殿など計65棟の殿舎といった全社殿を造替する他、714種1576点の御装束神宝（装束と須賀利御太刀などの神宝）、宇治橋なども造り替える。
記録によれば神宮式年遷宮は、飛鳥時代の天武天皇が定め、持統天皇4年（690年）に第1回が行われた。その後、戦国時代の120年以上におよぶ中断や幾度かの延期などはあったものの、2013年（平成25年）の第62回式年遷宮まで、およそ1300年間行われている。第63回目の式年遷宮の年は2033年予定で準備が進められている。
なお、伊勢神宮が世界遺産に登録されていない理由として、この式年遷宮が世界遺産に求められる「不変性」「保護」の観点と噛み合わないためとされる。

### 年表
遷宮に関しては「神宮式年遷宮」を参照。西暦の年月日はユリウス暦によるが、「1871年7月1日」はグレゴリオ暦。年と月の西暦との対応はおおよその目安である。
- 垂仁天皇26年：皇大神宮（内宮）創祀。
- 雄略天皇21年（477年）：豊受大神宮（外宮）鎮座。
- 天武天皇2年（673年）：大来皇女が斎宮に入る（斎宮制度の起こり）
- 天武天皇14年（685年） : 式年遷宮の制を制定。
- 持統天皇4年（690年） : 第1回内宮式年遷宮。
- 持統天皇6年（692年） : 第1回外宮式年遷宮。
- 大宝元年（701年）：『大宝律令』「神祇令」制定。
- 和銅2年（709年） : 第2回内宮式年遷宮。
- 和銅4年（711年） : 第2回外宮式年遷宮。
- 和銅5年（712年）1月28日 : 『古事記』完成。
- 養老4年（720年） : 『日本書紀』完成。
- 延暦23年（804年）：『皇大神宮儀式帳』『止由気宮儀式帳』完成。
- 延長5年（928年）12月26日 : 『延喜式』完成。
- 康保4年（967年）7月9日 : 延喜式施行。
- 永保元年（1081年）：伊勢神宮を筆頭とする二十二社制度が確立。
- 永仁4年（1296年）：「皇字論争」。外宮が社号に「皇」の字を付けたことに内宮が抗議。
- 元弘3年（1333年）：斎宮制度が廃絶。
- 寛正3年（1463年）12月27日 : 第40回内宮式年遷宮。この後、戦国時代で式年遷宮が中断。
- 応仁元年（1467年）：応仁の乱。この年以降、神宮神嘗祭に際しての朝廷からの例幣使発遣が中絶。
- 永禄6年（1563年）9月23日 : 第40回外宮式年遷宮。
- 天正13年（1585年）：第41回式年遷宮。この回以降、式年遷宮は両宮同時催行が通例となる。
- 慶長8年（1603年）：山田奉行設置。
- 正保4年（1647年）：後光明天皇の特旨により神嘗祭の例幣使発遣が再興。
- 慶安3年（1650年）1月 : 慶安のお蔭参り。
- 宝永2年（1705年） : 宝永のお陰参り。
- 明和8年（1771年）4月 : 明和のお陰参り。
- 延享元年（ 1744年）：伊勢神宮を筆頭とする上七社奉幣が再興。
- 文政13年（1830年） : 文政のお陰参り。
- 慶応3年（1867年） : ええじゃないか。
- 明治4年（1871年）
  - 5月14日 :太政官布告第234号により 近代社格制度制定。神職の世襲が廃止され、度会氏、荒木田氏らが解任。神宮司庁設置。
  - 6月7日 : 新たな職制が布告。大内人、内人、物忌などの職掌が廃止。
  - 7月12日：太政官布告第346号により御師が廃止。
- 1914年（大正3年）1月26日：神宮祭祀令制定。
- 1945年（昭和20年）12月15日 : 太平洋戦争敗戦に伴う神道指令。
- 1949年（昭和24年） : 第59回式年遷宮延期。
- 1953年（昭和28年）
  - 10月 : 第59回式年遷宮。
  - 12月 : 崇敬団体の伊勢神宮奉賛会設立。
- 1959年（昭和34年）9月26日 : 伊勢湾台風により内宮・外宮とも倒木などの被害。
- 1965年（昭和40年）9月 : 伊勢神宮奉賛会が伊勢神宮崇敬会へ改称。
- 2016年（平成28年）5月 : 第42回先進国首脳会議（伊勢志摩サミット）を記念してG7各国首脳が内宮を訪問[76]。

## 信仰
伊勢神宮への信仰である「伊勢信仰」は、身分の貴賎や職業を問わず広い階層の間で成立し、膨大な数の参宮者を生み出した。伊勢神宮は、長い歴史を通じて日本人の信仰の中心に位置してきた。

### 概史

#### 前史
古代においては伊勢神宮は民衆から離れた存在であった。延暦23年（804年）に成立した『皇大神宮儀式帳』には
「王臣家ならびに諸民、幣帛を進めせしめず。重ねて禁断す。若し欺事をもって幣帛を進むる人をば流罪に准し、これを勘え給う。」
として王臣・庶民の幣帛を私幣として禁止する条目（私幣禁断）があり、さらに『延喜式』巻4「大神宮式」には
「凡そ王臣以下、たやすく大神に幣帛を供するを得ず。その三后・皇太子もしまさに供すべきものあらば、臨時に奏聞せよ。」
とある通り、東宮・皇后の幣帛も臨時の許可が必要な私幣に分類されていて、伊勢神宮は律令国家全体を司る国家神として、律令の代表者である天皇のみが祭祀を行うものと厳格に捉えられていた。ただ『大神宮諸雑事記』において、承平4年の記録に勅使やそれに付随する人数が「参宮人十万」もしくは「千万」と比喩で表現されている（写本によって数が異なる）通り、伊勢神宮への奉幣にあたっては勅使と膨大な数の付き人が都から参宮しており、そういった人々が都へ帰った際に口頭で神宮について広めることにより徐々に伊勢神宮の存在が多くの人々に知られるようになったと考えられている。また、古代において神宮の神田や神郡とされた地域や神宮の神戸とされた戸の人々は神宮への年貢の運搬やその他の労役に際して神宮へ赴き、神宮の存在を知ったものと考えられる。

#### 伊勢信仰の成立
このように平安初期まではあくまで天皇や貴族、都の住民などを中心とする信仰しか成立しておらず、庶民層や東国まで神宮の信仰が広がることはなかった。この状況が変わり始めるのが、律令制が弛緩して荘園制が成立する平安時代中期以降である。もともと、伊勢神宮は神戸や神田、神郡からの年貢を経済基盤としていたが、律令制度の崩壊と荘園制の成立に伴い、こういった経済基盤が揺らぎ始めた。そこで、伊勢神宮では11世紀ごろから新たに役夫工米制度が生じた。これにより、神宮の下級神職である権禰宜が役夫工米使となって各地に成立した荘園に在庁官人と共に入り込み、権門勢家や有力寺社の荘園であっても不輸不入の特権を無視して徴税を行うことが許された(徴税を担当した神職を口入神主と称する)。この制度により、各荘園において在地の支配者として年貢の納入などを行っていた田堵、名主、下司、開発領主などの豪農層や武士団が伊勢神宮を権門勢家を上回る権威として認識するようになった上、徴税に当たっては口入神主から神宮の神威が説かれたり、伊勢神宮への祈願を取り次いで貰ったりしたことから、土豪層において伊勢信仰が広がり、伊勢神宮を本所と仰いで領地を寄進する例も増えた。こういった上級武士層の伊勢信仰は、元寇における神風伝説などにより、鎌倉時代中期以降御家人や地頭級武士層にも広がり、彼らが強い影響力を持った農村にも次第に伊勢信仰が浸透した。また、伊勢神宮に寄進された領地は神宮御厨と称され、年貢が神宮へ納められたが、この御厨に伊勢神宮の神を勧請して天照大御神や豊受大神を祭神とする神明神社が建立されるようになったことも、さらに東国を含む全国の神宮領内の民衆に伊勢信仰が広がる要因の一つとなった。
さらに、伊勢信仰に先行して庶民に広がっていた熊野信仰も伊勢信仰の拡大を手伝った。熊野大社には、「蟻の熊野詣で」と呼ばれるほど人々が大挙して参拝していたが、この際に伊勢路を通ると、必ず伊勢神宮を通ることになり、それにより伊勢神宮に立ち寄る人も増加した。熊野大社は、早くから浄土信仰と結びつき三山が浄土とされたこともあって、僧徒の参拝も積極的に受け入れていたため、もともと仏法を忌避していた伊勢神宮も僧徒の参拝を認めるようになり、中世には重源、貞慶、叡尊、無住、一遍、虎関師錬、後深草院二条などの僧侶や出家者が伊勢神宮に参拝し、手厚くもてなされている。このような仏教者の伊勢信仰の高まりにより、両宮を金剛界・胎蔵界とみなす両部神道など神仏習合系の神道説が形成されていく。
中世後期に入ると、戦乱の影響や、荘園制度の崩壊などにより、御厨からの収益から断たれて神宮経済は危機的状況となったため、御師の活動が一層本格化した。御厨などの土地関係を離れて全国的に檀家を広げてゆくようになり、その活動内容も御厨などの社領管理から、参宮に際して宿泊や観光案内を提供するなどの直接的な業務が中心となった。檀家の階層も、室町時代には御師の檀家帳に商人や苗字を持たない百姓の名まで記載されるようになっていることから、旧来の武士層からさらに広い庶民階級にまで広がったと考えられる。御師の活動の変化に伴い、その担い手も「神人（じにん）」と呼ばれた旧来の神職層から、手代として人々との直接的な接触に慣れてきた「神役人（じやくにん）」と呼ばれる新興の町人層に変化し、山田三方や宇治会合と呼ばれる宇治山田の町衆による自治組織も形成された。また、「御師株」と呼ばれた御師の職権の売買も行われるようになった。

#### 伊勢信仰の発展
近世に入ると、伊勢信仰は一層発展する。その背景の一つには、各村で形成された伊勢講がある。伊勢講とは、伊勢信仰を持つ複数の人々が集まって参詣のための費用を出し合い、講員の中からくじ引きで選ばれた人が代参をするための集まりのことである。その史料上の所見は、京都の中流貴族山科教言が著した日記『教言卿記』の応永14年（1407年）条に「神明講」とあるものである。伊勢講は次第に農民層の間でも結成されるようになり、治安の回復や関所の撤廃、輸送組織の発達など交通事情が大幅に改善する江戸時代に入ると、参宮の機運が高まり、郷村制の発達とともに伊勢講が一般化し、全国に広がっていった。伊勢参宮のための積立費用の支出は村の公的な支出を記した帳面に記され、伊勢御師へ渡す初穂料は、山手米、判銭などと並んで村の租税の一環として、無高の者も含めて村民の石高ごとに所定の初穂料を徴収することが定められているなど、伊勢講は村全体で公的に構成されるようになっており、近世には伊勢講はほぼ全国の村に形成されていた。伊勢講は、講親や講元などと呼ばれる講のリーダーが選ばれ、年に数回程度講員同士の親睦も兼ねた寄り合いが行われて代参の日程などについて話し合われ、代参は主に農閑期にあたる正月から4月にかけて集中して行われた。伊勢講への加入期間が一定程度長ければ、すべての講員が一生に一度は伊勢神宮に参詣できる仕組みとなっており、数年に一度は全員で参拝する総参りを行うなど、講員全員が楽しめるように各講で工夫がされていた。伊勢講に加入できたのは、代参費用を支払うことができる本百姓などの正規の村民であり、下男、召使い、子供などの下級階層は認められなかった。そこで、彼らは主人に無断で家を飛び出し、伊勢神宮へと向かう抜け参りによって参宮を目指した。江戸時代には、伊勢参宮に限っては無断で抜け出したとしても罪悪視されず認められる風潮があり、伊勢神宮側も1626年の『伊勢大神宮神異記』で抜け参りを止めた主人に神罰が下る話を集めるなど、抜け参りを推奨した。

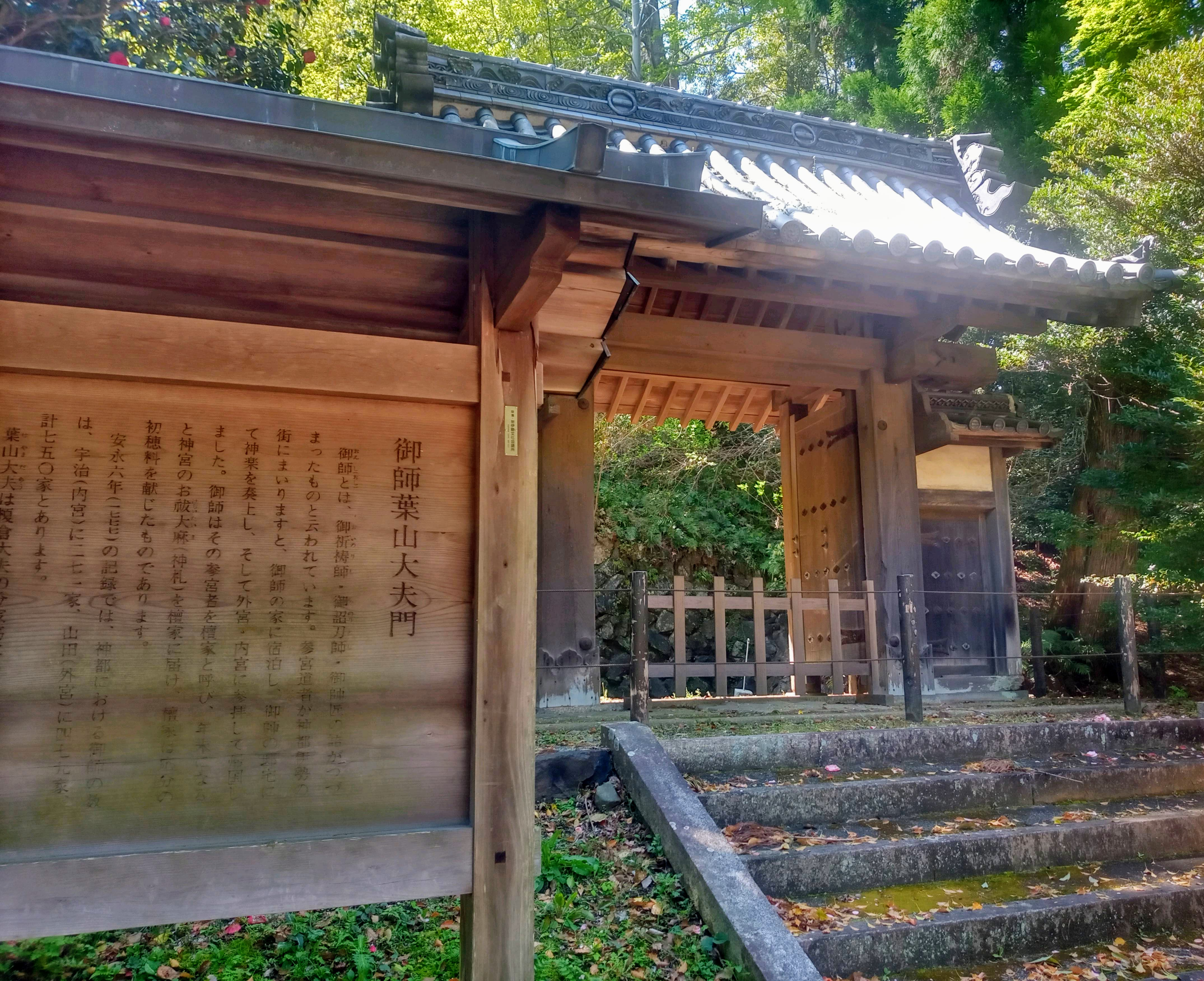
残存する数少ない旧御師邸宅跡の一つ、御師葉山太夫門。嘉永6年に創建され、もともと常盤町にあったが、昭和40年に伊勢市倭町に移築された。

伊勢の御師は、各村の伊勢講を握り、伊勢講の講員を中心に師檀関係を結んで自らの檀那を拡大していったため、先述の通り伊勢講が全土に展開した江戸時代においては、伊勢神宮の御師との師檀関係はほぼ全ての国民に浸透し、御師が檀家に配った神宮大麻の頒布数に関しては、安永6年に438万9549体におよび、御師の檀家数も安永年間に約420万戸と記録されている。これらは当時の全世帯の9割に該当する数字であり、実に当時の全世帯の9割が伊勢神宮の御師と師檀関係を結んでいたことになる。御師は、全国に「伊勢屋」「お伊勢宿」などと呼ばれた出先機関を設け、先達や家来とともに年に1回から3回程度村々を巡回して檀家をめぐり、神宮大麻、伊勢暦、薬、白粉、帯、伊勢茶、海苔、熨斗、扇などの土産物を渡し歩いて、檀家から初穂料を受け取りつつ、神宮の神威を説き参宮を勧めた。そして、御師は参宮してきた檀家の人々に対するもてなしも最大限を尽くした。伊勢参宮者は、伊勢本街道や伊勢別街道を通り、松阪や小俣町のあたりで御師の手代から送迎を受け、宮川を無償の運賃で渡り、宮川を渡ると駕籠で出迎えを受けて、宿泊先となる御師の邸宅へと向かった。そして、御師邸で御師は、酒に伊勢海老や鯛、鮑など伊勢の珍味を用いた豪勢な食事を提供し、立派な羽二重の布団を敷いてもてなし、太々神楽もあげ、伊勢両宮のほか朝熊や二見などの名所旧跡の案内も行い、「あこがれの伊勢参宮」を演出することで、伊勢信仰を広げた。このように、江戸時代には御師の介在による庶民の伊勢神宮の参詣ルートや参詣方式が整備された。御師にとっては檀那からの返礼が主要な収入源でもあったことから積極的に布教活動を進め、しばしば同一の檀那を複数の御師が競合する例も見られるほど、布教に熱心であった。近世に入り伊勢参宮者が増加すると、これに伴い御師の数も増加し、享保9年(1724年)には外宮の御師数は615家、内宮の御師数は記録のある正徳年間のころに141人を数えている。
このようにして、近世に入り伊勢信仰が一層拡大したことで、参宮者の数も近世に入り急増した。江戸時代初頭にはすでに年間2、3万人の参宮者があり、江戸時代中期以降には平均して例年40万人前後、少ない年でも20-25万人の参宮者があったと推定されている。さらに、神札の降下を契機に、60年周期で爆発的に抜け参りが流行して伊勢参宮者が急増する「お蔭参り」が江戸時代を通じて見られたが、このお蔭参りでは、宝永のお蔭参りで362万人、明和のお蔭参りで207万人、文政のお蔭参りで476万人が参拝するなど、膨大な数の人々が伊勢神宮へと赴いた。参宮者の集団は、お伊勢参りの証である笠、わらじ、柄杓、旗を身につけることで、伊勢へ参る街道筋において富裕者や有徳者などから食事や宿の提供（施行）を受けることができ、無事に伊勢までたどり着くことができた。伊勢まで赴いた人々は、宮川や二見ヶ浦で心身を清めた後、茶店の並び立つ中河原から外宮の域内に入り、岡本から古市・中之地蔵を通り、牛谷坂からおはらい町に至り、宇治橋を渡って内宮へとおよんだ。外宮と内宮の間にある古市には、遊郭や芝居小屋などが立ち並んでおり、少なくない数の参詣者が古市を目当てにして伊勢まで赴いた。また、江戸時代中期以降は伊勢参りが「伊勢大和参り」とも称されるようになったように、伊勢参宮者は伊勢神宮への往路または復路で大和国をはじめとし日本各地の名所や旧跡を巡ることが一般的であった。お伊勢参りでは、人々は伊勢神宮まで至る道中も醍醐味としており、道中における様々な地域や人との出会いも旅の一環と考えていた。

#### 近現代の伊勢信仰
明治時代に入ると、従前までの伊勢信仰は大幅な変革を迫られた。明治政府は、伊勢神宮を「我が国の宗門」として各神社の最高神とし、国民精神を統合するための国家的なシンボルとすることを図った。このため、中世以来の庶民と神宮の直接的な結びつきは軽視され、より国家としての公的な側面から信仰することが推進された。神宮は天皇の祖神であるから、天皇の赤子である日本国民は必ず神宮へ参拝するべきであるという考えが強調され、明治30年代から学校教育の場においても修学旅行に伊勢神宮が選ばれることが増加した。このため、これまで参宮者の案内や宿泊を担い、神宮と庶民をつなぐ媒介としての役割を果たしてきた御師は、明治4年の通達で全て廃止された。失職した御師に対しては、経済的救済のために授産所が設けられたものの、経済的な打撃は計り知れず、御師達は財産の切り売りを行なった。かつて宇治山田合わせて600軒以上あったはずの御師邸のほとんが残存せず、関係資料の多くが失われたのもこのためである。なお、御師の中にはこれまでのノウハウを生かし、旅館経営や観光業に転身した例も多くある。
他方、私的祈願の要素も完全に消滅したわけではなく、これまで御師が担ってきた神宮大麻の頒布は、本来神宮で私祈祷をあげた証として配布されるもので、私的な領域に属するものであったが、御師の廃止後も神宮司庁により奉製と頒布が引き継がれることとなった。また、これまで御師邸で上げられていた神楽も、私祈願を行うものであるため不適当とされ、御師の解体とともに廃止されたが、神宮において個人祈願を行う場が一切無くなったことで大きな混乱を生じたため、翌明治5年に内宮祈祷所、明治8年に外宮祈祷所が設置され、神楽奉納が復活した。（両宮の祈祷所は、後に現在の神楽殿となった）。また、伊勢神宮が国家の総氏神として強調されたことに加え、伊勢では1894年に津と宮川を結ぶ参宮鉄道が開通するなど交通網が格段に発達したことにより、伊勢参宮者自体は1897年から1945年にかけて一貫して増加し続け、特に国家意識が高まる1937年以降は参宮者の数も急増している。上述の御師廃止に加え、このように鉄道網が発達したことから参宮も容易になり、明治以降は伊勢講も徐々に解散していった。
第二次世界大戦後は、戦後の混乱や神道指令により神社の参拝が憚られたことで一時参宮者が激減したが、1953年以降は200万人を超え、参宮者の数も復調した。近年では、第62回式年遷宮のあった2013年に1400万人、その翌年の2014年に1080万人、改元のあった2019年には860万人を数えるなど、伝統的行事への関心とも結びつき、参拝者数は例年800万人を超える盛況となっている。また、1993年には往時の伝統的な街並みを再現したおかげ横丁がオープンして例年400万人の観光客を生み出し、御木曳などに伊勢市外の人も参加できる「特別神領民」の制度が導入されるなど、観光面でも伊勢神宮への参拝者が増加している。また、伊勢志摩サミットの影響もあり外国人の関心も高まっており、2018年には10万人を超える数の外国人が伊勢神宮に参拝した。

### 信仰の性格
このように伊勢神宮は長い期間を通じて膨大な数の人々が参宮してきたが、その要因の一つとして、伊勢神宮が神道の最高神で天皇の祖神でもある天照大御神を祀るという性格から、「国家の総鎮守」として信仰されたことが挙げられる。古くから、伊勢信仰において神宮が「国家の総鎮守」として信仰されてきたことを示す例としては、例えば中世において、源義宗が伊勢神宮に領地を寄進するに当たって「是れ大日本国はすべて皇大神宮・豊受宮の御領たる故なり」との文言を寄進状に載せて両宮を日本全体の神と認識していることや、『吾妻鑑』に見える源頼朝の寄進状にも「公私の御祈祷のため」という文言が見えて、「私」とともに「公(＝国家)」も神宮の祈願対象となっていることが挙げられる。この意識は農民層においても同様であったらしく、中世の百姓が書いた起請文に、天照大御神を称して「日本国主」「日本鎮守」と書かれたものが見つかっている。また、仏教勢力においても、重源が「天照大御神は我が朝の本主、此の国の祖宗なり」と述べたり、無住が『沙石集』の中で「我が国の仏法ひとえに大神宮のご加護によれり。当社は本朝の諸神の父母におわすなり」と述べたほか、安房国出身の日蓮は『新尼御前御返事』で「安房国東條郷辺国なれども日本国の中心のごとし。其故は天照太神跡を垂れ給へり」として安房国東郷荘に神宮御厨があることを理由に、この地は辺境であるものの日本の中心に等しいと述べている。このように、仏僧においても伊勢神宮が日本の主神であり、仏教をも伊勢神宮により鎮護されているとみなす考え方が広まっている。元寇後は、伊勢神宮が神風を起こしたと信仰され、一層国家鎮守神としての側面が強調された。室町時代中期の辞典『壒嚢鈔』には「和国は生を受くる人、大神宮へ参詣すべき事勿論…」と記されており、国家鎮守神である大神宮には国民は必ず詣るべきとする観念が広がっている。伊勢信仰が本格化する江戸時代においても、当時伊勢参宮者の間で広く流通していた市販の伊勢神宮の携帯用ガイドブックである『伊勢参宮細見大全』では、皇大神宮を、その皇室との関係性を説明した上で「天下第一の宗廟」や「日本第一の宗廟」と表現している。また、同書の「参宮大意」の項目には「内外両宮は四海太平、国家安全を守り、万民百姓はその恩恵を蒙っているのだから、その霊地を踏み、神の広前に拝して神の御恵にこたえるべき」という旨が書かれ、国家全体を守る神としての側面を強調しており、外宮の祭神については「君臣の二祖」と表現され、天皇と国民の両方にとっての祖神であると観念されている。伊勢神宮の国家神としての側面は明治時代以降に強調されたが、神宮を「国家総鎮守」とみなす信仰自体は中世以来存在するもので、伊勢信仰を支える一つの要因となった。
他方で、人々は伊勢神宮を国家の総鎮守としてだけでなく、豊作や出世、病気平癒などの、個人的な現世利益をもたらす神として信仰する側面も有していた。上述の通り、伊勢神宮は中世には私幣禁断の風潮が弱まって個人祈願が多く行われるようになっており、夢窓疎石の『夢中問答集』には神宮の神官・度会家行が「世のつね、幣帛を捧げ法楽をなすことは皆これ名利の望みを祈り奉らむがため」と参詣の人々の現状を話した記録があり、記録に残る足利将軍の神宮への祈願内容も、病気平癒や安産祈願など私的な内容である。今神明や飛神明などと称された、室町時代に盛んになる京都洛中への伊勢神宮の勧請においても、神明勧請は怨霊や悪霊の鎮魂や祓いを求めての勧請であった。江戸時代の参宮ガイドブックである『新撰 伊勢道中細見記』には「夫れ、伊勢参宮は家内安全所願成就を祈らんための参宮なり」と冒頭に記され、庶民の私的祈願を行う神宮であると記されている。農村の田植え歌においても、天照大御神を豊穣をもたらす神として歌うものが各地に残されており、五穀や豊作の神、あるいは全般的な幸福をもたらす神としても、伊勢神宮は庶民から信仰を受けていた。また、『伊勢太神宮続神異記』には障害を持った人や病の人、貧しい人などが伊勢神宮に参拝することで障害を治癒したり病を克服する霊験譚が多く集められていることからも、伊勢神宮が人々を救済する神として信仰されていたと考えられる。
また、伊勢神宮は人々からしばしば霊的な聖地としても信仰され、神宮に訪れた人は霊的な力を身につけると信仰されることもあった。腹が痛む時には伊勢参りの経験者に跨いでもらうと良いとか、伊勢参りから帰ってきた者は「御位」が上がるからと平常では使わない入り口から入ることになっているなどの風習が各地にあり、村の成人儀礼として成人となった者が伊勢参宮を行う風習が多くあったことも、少年から成人へと再生する聖域として伊勢が意識されていたことを示している。

## 神宮125社
神宮が管理する宮社は125社あり、俗に「神宮125社」と呼ばれる。内訳は内外両正宮に別宮14、摂社43、末社24、所管社42。伊勢市だけでなく、三重県内の度会郡大紀町、玉城町・度会町、志摩市、松阪市、鳥羽市、多気郡多気町の4市2郡に分布する。
- 正宮（しょうぐう） - 皇大神宮 （内宮）と豊受大神宮 （外宮）の2宮。
- 別宮（べつぐう） - 「正宮のわけみや」の意味で、神宮の社宮のうち正宮に次いで尊いとされる[137]。
- 摂社（せっしゃ） - 『延喜式神名帳』に記載されている神社（正宮、別宮を除く）。定義では摂社は全て式内社となるが、戦国時代にほぼ全てが廃絶となり、江戸時代の寛永年間（1630年代）から明治初頭（1870年代）にかけて復興されたため、式内社の比定地とされる場合がある[138]。
- 末社（まっしゃ） - 『延暦儀式帳』に記載されている神社（正宮、別宮、摂社を除く）。
- 所管社（しょかんしゃ） - 正宮・別宮・摂社・末社以外の神社。

| 正宮   | 内宮   | 皇大神宮 | 三重県伊勢市宇治館町 | 北緯34度27分18.00秒 東経136度43分32.87秒 |
| 正宮   | 外宮   | 豊受大神宮 | 三重県伊勢市豊川町 | 北緯34度29分14.05秒 東経136度42分12.94秒 |
| 別宮   | 内宮   | 荒祭宮 | （内宮境内） | 北緯34度27分22.05秒 東経136度43分29.90秒 |
| 別宮   | 内宮   | 月讀宮 | 三重県伊勢市中村町 | 北緯34度28分24.67秒 東経136度43分43.78秒 |
| 別宮   | 内宮   | 月讀荒御魂宮 | （月讀宮境内） | 北緯34度28分24.67秒 東経136度43分43.78秒 |
| 別宮   | 内宮   | 伊佐奈岐宮 | （月讀宮境内） | 北緯34度28分24.67秒 東経136度43分43.78秒 |
| 別宮   | 内宮   | 伊佐奈弥宮 | （月讀宮境内） | 北緯34度28分24.67秒 東経136度43分43.78秒 |
| 別宮   | 内宮   | 瀧原宮 | 三重県度会郡大紀町滝原 | 北緯34度21分58.68秒 東経136度25分33.34秒 |
| 別宮   | 内宮   | 瀧原竝宮 | （瀧原宮境内） | 北緯34度21分58.68秒 東経136度25分33.34秒 |
| 別宮   | 内宮   | 伊雑宮 | 三重県志摩市磯部町上之郷 | 北緯34度22分48.69秒 東経136度48分32.24秒 |
| 別宮   | 内宮   | 風日祈宮 | （内宮境内） | 北緯34度27分15.04秒 東経136度43分21.29秒 |
| 別宮   | 内宮   | 倭姫宮 | 三重県伊勢市楠部町 | 北緯34度29分9.21秒 東経136度43分22.30秒 |
| 別宮   | 外宮   | 多賀宮 | （外宮境内） | 北緯34度29分7.44秒 東経136度42分13.84秒 |
| 別宮   | 外宮   | 土宮 | （外宮境内） | 北緯34度29分8.86秒 東経136度42分11.94秒 |
| 別宮   | 外宮   | 月夜見宮 | 三重県伊勢市宮後 | 北緯34度29分34.92秒 東経136度42分21.11秒 |
| 別宮   | 外宮   | 風宮 | （外宮境内） | 北緯34度29分9.20秒 東経136度42分14.24秒 |
| 摂社   | 内宮   | 朝熊神社 \| 朝熊御前神社 \| 園相神社 \| 鴨神社 \| 田乃家神社 \| 田乃家御前神社 \| 蚊野神社 \| 蚊野御前神社 \| 湯田神社 \| 大土御祖神社 \| 国津御祖神社 \| 朽羅神社 \| 宇治山田神社 \| 津長神社 \| 堅田神社 \| 大水神社 \| 江神社 \| 神前神社 \| 粟皇子神社 \| 川原神社 \| 久具都比賣神社 \| 奈良波良神社 \| 棒原神社 \| 御船神社 \| 坂手国生神社 \| 狭田国生神社 \| 多岐原神社 | 朝熊神社 \| 朝熊御前神社 \| 園相神社 \| 鴨神社 \| 田乃家神社 \| 田乃家御前神社 \| 蚊野神社 \| 蚊野御前神社 \| 湯田神社 \| 大土御祖神社 \| 国津御祖神社 \| 朽羅神社 \| 宇治山田神社 \| 津長神社 \| 堅田神社 \| 大水神社 \| 江神社 \| 神前神社 \| 粟皇子神社 \| 川原神社 \| 久具都比賣神社 \| 奈良波良神社 \| 棒原神社 \| 御船神社 \| 坂手国生神社 \| 狭田国生神社 \| 多岐原神社 | 朝熊神社 \| 朝熊御前神社 \| 園相神社 \| 鴨神社 \| 田乃家神社 \| 田乃家御前神社 \| 蚊野神社 \| 蚊野御前神社 \| 湯田神社 \| 大土御祖神社 \| 国津御祖神社 \| 朽羅神社 \| 宇治山田神社 \| 津長神社 \| 堅田神社 \| 大水神社 \| 江神社 \| 神前神社 \| 粟皇子神社 \| 川原神社 \| 久具都比賣神社 \| 奈良波良神社 \| 棒原神社 \| 御船神社 \| 坂手国生神社 \| 狭田国生神社 \| 多岐原神社 |
| 摂社   | 外宮   | 草奈伎神社 \| 大間国生神社 \| 度会国御神社 \| 度会大国玉比賣神社 \| 田上大水神社 \| 田上大水御前神社 \| 志等美神社 \| 大河内神社 \| 清野井庭神社 \| 高河原神社 \| 河原神社 \| 河原淵神社 \| 山末神社 \| 宇須乃野神社 \| 御食神社 \| 小俣神社 | 草奈伎神社 \| 大間国生神社 \| 度会国御神社 \| 度会大国玉比賣神社 \| 田上大水神社 \| 田上大水御前神社 \| 志等美神社 \| 大河内神社 \| 清野井庭神社 \| 高河原神社 \| 河原神社 \| 河原淵神社 \| 山末神社 \| 宇須乃野神社 \| 御食神社 \| 小俣神社 | 草奈伎神社 \| 大間国生神社 \| 度会国御神社 \| 度会大国玉比賣神社 \| 田上大水神社 \| 田上大水御前神社 \| 志等美神社 \| 大河内神社 \| 清野井庭神社 \| 高河原神社 \| 河原神社 \| 河原淵神社 \| 山末神社 \| 宇須乃野神社 \| 御食神社 \| 小俣神社 |
| 末社   | 内宮   | 鴨下神社 \| 津布良神社 \| 葭原神社 \| 小社神社 \| 許母利神社 \| 新川神社 \| 石井神社 \| 宇治乃奴鬼神社 \| 加努弥神社 \| 川相神社 \| 熊淵神社 \| 荒前神社 \| 那自賣神社 \| 葦立弖神社 \| 牟弥乃神社 \| 鏡宮神社 | 鴨下神社 \| 津布良神社 \| 葭原神社 \| 小社神社 \| 許母利神社 \| 新川神社 \| 石井神社 \| 宇治乃奴鬼神社 \| 加努弥神社 \| 川相神社 \| 熊淵神社 \| 荒前神社 \| 那自賣神社 \| 葦立弖神社 \| 牟弥乃神社 \| 鏡宮神社 | 鴨下神社 \| 津布良神社 \| 葭原神社 \| 小社神社 \| 許母利神社 \| 新川神社 \| 石井神社 \| 宇治乃奴鬼神社 \| 加努弥神社 \| 川相神社 \| 熊淵神社 \| 荒前神社 \| 那自賣神社 \| 葦立弖神社 \| 牟弥乃神社 \| 鏡宮神社 |
| 末社   | 外宮   | 伊我理神社 \| 県神社 \| 井中神社 \| 打懸神社 \| 赤崎神社 \| 毛理神社 \| 大津神社 \| 志宝屋神社 | 伊我理神社 \| 県神社 \| 井中神社 \| 打懸神社 \| 赤崎神社 \| 毛理神社 \| 大津神社 \| 志宝屋神社 | 伊我理神社 \| 県神社 \| 井中神社 \| 打懸神社 \| 赤崎神社 \| 毛理神社 \| 大津神社 \| 志宝屋神社 |
| 所管社 | 内宮   | 滝祭神 \| 興玉神 \| 宮比神 \| 屋乃波比伎神 \| 御酒殿神 \| 御稲御倉 \| 由貴御倉 \| 四至神 \| 神服織機殿神社 \| 神服織機殿神社末社八所 \| 神麻続機殿神社 \| 神麻続機殿神社末社八所 \| 御塩殿神社 \| 饗土橋姫神社 \| 大山祇神社 \| 子安神社 | 滝祭神 \| 興玉神 \| 宮比神 \| 屋乃波比伎神 \| 御酒殿神 \| 御稲御倉 \| 由貴御倉 \| 四至神 \| 神服織機殿神社 \| 神服織機殿神社末社八所 \| 神麻続機殿神社 \| 神麻続機殿神社末社八所 \| 御塩殿神社 \| 饗土橋姫神社 \| 大山祇神社 \| 子安神社 | 滝祭神 \| 興玉神 \| 宮比神 \| 屋乃波比伎神 \| 御酒殿神 \| 御稲御倉 \| 由貴御倉 \| 四至神 \| 神服織機殿神社 \| 神服織機殿神社末社八所 \| 神麻続機殿神社 \| 神麻続機殿神社末社八所 \| 御塩殿神社 \| 饗土橋姫神社 \| 大山祇神社 \| 子安神社 |
| 所管社 | 外宮   | 御酒殿神 \| 四至神 \| 上御井神社 \| 下御井神社 | 御酒殿神 \| 四至神 \| 上御井神社 \| 下御井神社 | 御酒殿神 \| 四至神 \| 上御井神社 \| 下御井神社 |
| 所管社 | 瀧原宮 | 若宮神社 \| 長由介神社 \| 川島神社 | 若宮神社 \| 長由介神社 \| 川島神社 | 若宮神社 \| 長由介神社 \| 川島神社 |
| 所管社 | 伊雑宮 | 佐美長神社 \| 佐美長御前神社 | 佐美長神社 \| 佐美長御前神社 | 佐美長神社 \| 佐美長御前神社 |

- 正宮 宇治橋鳥居（2023年9月）
- 内宮 神楽殿（2018年4月）
- 内宮 皇大神宮入口（2023年9月）
- 正宮 外宮入口（2021年9月）
- 外宮 神楽殿（2018年4月）
- 外宮 豊受大神宮（2023年9月）
- 別宮 外宮 多賀宮（2018年3月）
- 外宮 土宮（2023年9月）
- 外宮 風宮（2023年9月）
- 所管社 外宮 下御井神社（2021年4月）
- 月讀宮（2015年1月）

## 祭事

### 総説
伊勢神宮の祭祀は、通例の場合別宮、摂社、末社、所管社を合わせて年間1500回におよぶが、これらの祭祀は稲作の周期に合わせて巡行するものであり、秋の収穫の季節に行われる神嘗祭に向かって集約される仕組みとなっている。『日本書紀』によれば、稲は天照大御神が天孫瓊瓊杵尊を通じて民のために授けた穀物とされる（斎庭稲穂の神勅）。伊勢神宮では、米を単なる食料としてではなく、神と人とを結ぶお供え物として重んじ、米を中心に大御神の神恩に感謝する祈りを行なっている。
現在の伊勢神宮の祭式は、大正4年に神宮司庁により決議された「神宮祭式行事作法」が概ね踏襲されている。伊勢神宮の祭式作法は、通常の神社と異なる点が多々ある。例えば、通常の神社では玉串は根本を神前に向けて奉るが、伊勢神宮においては根本を自分側に向けて奉る。これは、元々伊勢神宮では太玉串を内玉垣南御門の柱頭に向けて奉っていたからで、案上に奉奠する現在でもその時の本義のままに玉串を奉っているのである。このため、通常の神社では拝礼行事の中に玉串拝礼が組み込まれているが、伊勢神宮では丁重な太玉串の行事の伝統を背景に、拝礼行事と玉串奉奠が別事で行われ、奉幣の儀と神御衣祭で太玉串が奉られる。
また、拝礼では再拝二拍手一拝ではなく、八度拝という特殊な作法が用いられる。これは、坐した状態から起ち、さらに伏しながら坐して拝する「起拝」という作法をまず四度行い、続いて拍手を八つ打ち、さらに一つ打って坐したまま一拝するという作法であり、これを二度繰り返す。ただし、これは祭典に奉仕する神職の作法であり、通常の参拝者が板垣や御垣内で拝礼を行う際にはあくまで通常の作法で行う。この他に、神宮祭祀と他神社の祭祀との相違点として、神宮には拝殿や幣殿が存在しないため祭儀は御垣内の庭上、すなわち屋外で行われること、献饌（神饌の献上）と献幣（幣帛の献上）が別々に行われること、大祭および中祭において御扉の開閉が行われない（三節祭のみで行われる）ことなどが挙げられる。

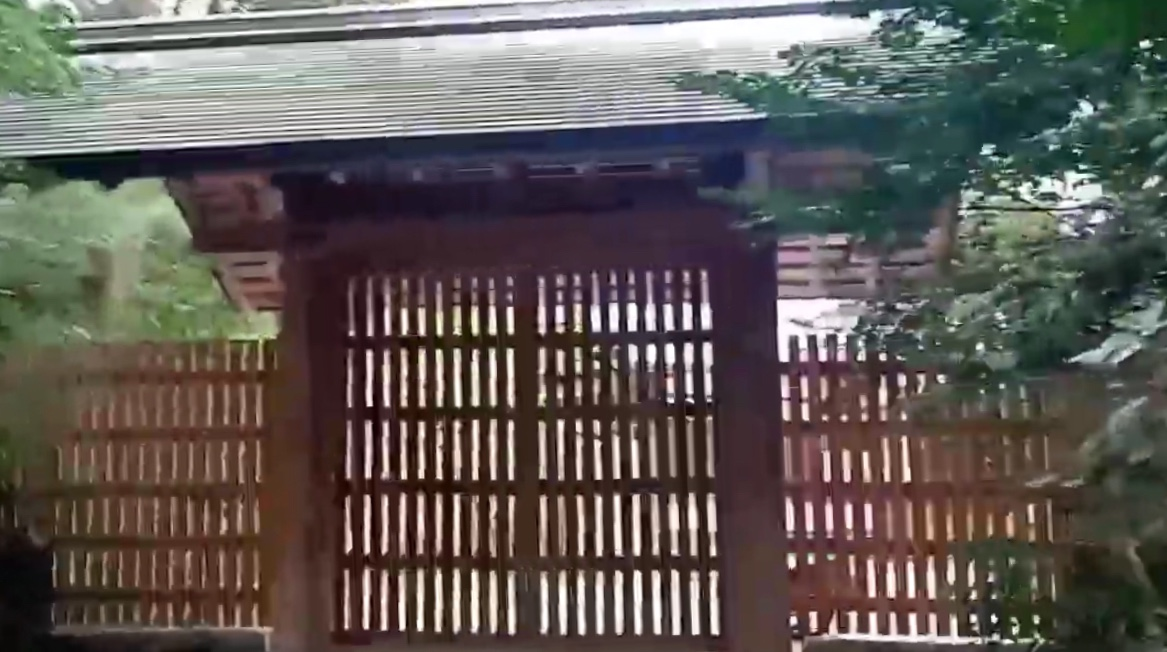
外宮の斎館。普段は一般の参拝者が立ち入りできないよう門で閉じられている。

伊勢神宮の祭祀の特質として、神に捧げる御饌や幣帛に対する徹底的に厳重な扱いと、奉仕に際しての極めて厳しい斎戒が挙げられる。伊勢神宮では、大御饌の供進に先立ち忌火屋殿の前で祓が行われ、内宮では供進の前に正宮の手前にある御贄調舎で鮑を調理する行事が行われる。これらは他の神社では行われていない特殊神事である。神宮の神饌の調理は、全て忌火屋殿で、古代の道具「火鑽具（ひきりぐ）」をこね、古代のやり方によって起こされた神聖な火である忌火を用いて行われる。また、幣帛の供進に先立っては、勅使から幣帛の点検を行う読合（とくごう）という行事が行われ、その幣帛自体も祓が行われるが、これもまた神宮独自の特殊行事である。このように、伊勢神宮では幣帛や神饌に対する厳重な取り扱いが徹底されているのである。
また、斎戒に関しては、通常の神社では神社本庁規定の「斎戒に関する規定」に基づき、斎戒期間は祭の大小に応じて長くとも当日および前日とされているが、伊勢神宮では最長5日の斎戒が行われる。斎戒期間中は「斎館」という境内にある施設に籠り、神域外に出ることは禁じられ、言葉や食べ物にも厳しい制限が敷かれるなど、斎戒は厳しく徹底されている。祭の際の服装も、通常の神社では祭の種類に応じて様々な装束が着られるが、伊勢神宮ではどのような祭でも専ら純白正絹の「祭服」が用いられる。また、禰宜以上の神職は心身ともに清浄であることを示すために冠に「木綿（ゆう）かづら」を巻く。
さらに、伊勢神宮は古来より祭祀において仏法禁忌を維持してきたことも特徴として挙げられる。神仏分離以前は、多くの神社において、社僧による神前読経など仏教の儀式を取り入れた祭儀が行われてきたが、伊勢神宮では平安時代初期の『皇大神宮儀式帳』の規定などにより、仏を中子、僧を髪長などと言い換えるなど仏教用語を用いない「忌詞」の制度が定められた他、多くの神社では神社内の寺院である神宮寺が設けられて明治の神仏分離令まで存在したのに対して、伊勢神宮の神宮寺は早くも奈良時代に廃止されるなど、伊勢神宮は仏教の影響を拒んできたのである。
なお、現在の神宮の祭祀は、恒例祭、遷宮祭、臨時祭に分けられる。以下、その分類に基づいて神宮の祭祀を概覧する。

### 主な恒例祭
- 歳旦祭（さいたんさい）
  - 内宮1月1日7時
  - 外宮1月1日4時
  - 新年を祝い、皇室の弥栄・五穀の豊穣・国家の隆昌・国民の平安をお祈りする祭りで、若水をはじめ、御飯・御酒・海・川・山・野の種々の神饌を供える[149]。
- 元始祭（げんしさい）
  - 内宮1月3日7時
  - 外宮1月3日4時
  - 宮中三殿で天皇自らが行う元始祭に合わせ、神宮においても両宮をはじめ諸宮社に祭りを奉仕し、皇位の無窮を祈る[150]。
- 一月十一日御饌（いちがつじゅういちにちみけ）
  - 内宮1月11日10時
  - 「神様の新年会」とも呼ばれる[151]。内宮の四丈殿において、天照大御神・豊受大御神をはじめ神宮の諸宮社のすべての神々に御饌を供進する祭りで、一年に一度、この祭りで神宮の神々が一堂に会して天照大御神や豊受大神と会食を行うとされる。午後1時ごろからは五丈殿で歌舞「東遊」が奏行される[152]。
- 建国記念祭（けんこくきねんさい）
  - 内宮2月11日11時
  - 外宮2月11日7時
  - 神武天皇が初代天皇に即位された日を我が国のはじめとして祝う。両正宮をはじめ諸宮社に大御饌をお供えしてお祭りを執り行い、我が国の平安・発展を祈る[153]。
- 祈年祭（きねんさい）
  - 内宮2月17日、大御饌11時・奉幣14時
  - 外宮2月17日、大御饌4時・奉幣7時
  - 「としごいのまつり」とも読む。古くは2月12日に行われたが、1877年（明治10年）以降は2月17日となった[154]。春の耕作始めの時期にあたり、天皇が宮中で祈年祭を行い五穀の豊穣を祈るのに際し、神宮でも天照大御神をはじめとする神々に食事を供える大御饌の儀が行われ、続いて勅使が天皇の幣帛を奉る奉幣の儀が行われる。祈年祭は両正宮に引き続き2月23日まで、すべての宮社で執り行われる[155]。
- 御園祭（みそのさい）
  - 神宮神田3月20日10時
  - 神嘗祭の付属祭祀[156]。神宮の神田において、神宮の祭りに供える野菜・果物の豊かな稔りと、農作業に携わる人々の安全を祈念し、併せて全国の農作物の成育と農業の発展を祈る[157]。
- 神田下種祭（しんでんげしゅさい）
  - 神宮神田4月上旬9時
  - 神嘗祭の付属祭祀[18]。神宮神田で神嘗祭をはじめ諸々の祭典に供える御料米の種を蒔く祭り[18]。
- 風日祈祭（かざひのみさい）
  - 5月14日内宮9時、外宮5時
  - 8月4日内宮9時、外宮5時
  - 両正宮をはじめ諸宮社の大御前に幣帛・御笠・御蓑を奉り、天候が順調で風雨の災害がなく、五穀の稔りが豊かであるように祈る[158]。
- 神御衣奉織始祭（かんみそほうしょくはじめさい）
  - 5月1日神服織機殿神社、神麻続機殿神社、各9時
  - 10月1日神服織機殿神社、神麻続機殿神社、各8時
  - 神御衣祭の付属祭祀。和妙（にぎたえ）・荒妙（あらたえ）の織り始めを神に奉告する[156]。
- 神御衣奉織鎮謝祭（かんみそほうしょくちんしゃさい）
  - 5月13日神服織機殿神社、神麻続機殿神社、各8時
  - 10月13日神服織機殿神社、神麻続機殿神社、各8時
  - 神御衣祭の付属祭祀。和妙・荒妙が織り上がったことを神に感謝する[156]。
- 神御衣祭（かんみそさい）
  - 5月14日内宮12時、荒祭宮（正宮の後）
  - 10月14日内宮12時、荒祭宮（正宮の後）
  - 服織機殿神社・神麻続機殿神社において古式の方法により奉織された和妙と荒妙の神御衣を奉る[159]。和妙は絹製で夏の御料、後者は綿製で冬の御料とされている[156]。
- 御酒殿祭（みさかどのさい）
  - 6月1日内宮御酒殿10時
  - 10月1日内宮御酒殿10時
  - 12月1日内宮御酒殿10時
  - 神嘗祭の付属祭祀[160]。内宮神楽殿の東側に隣接する御酒殿において、三節祭の由貴大御饌にお供えする御料酒（白酒・黒酒・醴酒・清酒）がうるわしく醸成できるよう、また全国酒造業の繁栄を御酒殿の神に祈る[161]。
- 月次祭（つきなみさい）
  - 内宮6月16日22時、6月17日2時
  - 外宮6月15日22時、6月16日2時
  - 内宮12月16日22時、12月17日2時
  - 外宮12月15日22時、12月16日2時
  - 神嘗祭と共に三節祭と呼ばれ、最も重要な祭事の1つとされ、外宮内宮両正宮に続き、別宮、摂社、末社、所管社で25日まで行われる。祭儀の内容は神嘗祭参照。ただし勅使の参向はない[160]。
- 抜穂祭（ぬいぼさい）
  - 神宮神田9月上旬10時
  - 神嘗祭の付属祭祀。諸祭典に供える御料米の初穂を抜き奉る祭り。稲の収穫にあたっては、古来のやり方にならい、忌鎌で稲を刈ってその穂を一本ずつ抜いて束ねる。収穫した稲は、内宮は御稲御倉に、外宮は忌火屋殿内に奉納される[162]。
- 神嘗祭（かんなめさい）
  - 内宮・由貴夕大御饌10月16日22時
  - 外宮・由貴夕大御饌10月15日22時
  - 内宮・由貴朝大御饌10月17日2時
  - 外宮・由貴朝大御饌10月16日2時
  - 月次祭と共に三節祭と呼ばれ、最も重要な祭事の1つとされ、外宮内宮両正宮に続き、別宮、摂社、末社、所管社で25日まで行われる。伊勢の地元では「大祭(おおまつり)」ともよばれ、『神宮祭祀令』では大祭中の大祭と扱われるなど、伊勢神宮の年間祭祀における最重儀である[163]。この祭は、天照大御神に新穀を奉ることを主とした祭祀で、飯・餅と白酒・黒酒を主として、海魚12種、川魚2種、野鳥、水鳥、海草、野菜、果実、塩、水が奉られる[18]。この神饌の内容は、「由貴大御饌」と呼ばれ、三節祭に限り供進される特別な神饌であり[18]、大御饌に際しては、瑞垣の四方に神饌を祀る瑞垣神饌という神事も行われる[164]。由貴大御饌の翌日の正午には勅使も参向し幣帛を奉るが、神宮における幣帛は、金ではなく絹織物などの実物で、削った柳の木を編んだ柳箱に入れられて正殿内まで奉られる[18]。なお、天皇は神嘗祭に当たって皇居において神宮を遥拝する[164]。祭典に先立っては、興玉神にこれより先の祭儀の無事を祈る「興玉神祭」や、祭祀奉仕者が神の御心に適い奉仕する資格を有しているかを神に伺う御卜が行なわれる[160]。この御卜とは、祭主以下奉仕者の職名と名が一人ずつ読み上げられ、その都度息を吸い込む口笛を吹き、次いで笏で琴板という木板を打つ祭儀で、この一連の流れが滞りなく進むと大御心に適ったということになり、逆に一連の流れの中でどこかに滞りが生じた場合、その者は祭祀に奉仕できない決まりとなっている[160]。神嘗祭の歴史は、伊勢神宮の創建当初にまで遡り、倭姫命が神宮の鎮座地を求めて巡行していた折に、真名鶴が咥えた八束穂を御饌として供えたのがその始まりであるとする伝承がある[163]。
- 新嘗祭（にいなめさい）
  - 内宮11月23日、大御饌11時・奉幣14時
  - 外宮11月23日、大御饌4時・奉幣7時
  - 宮中の神嘉殿において新嘗祭が執り行われるに際し、天皇が勅使を差遣して幣帛を奉る。神宮では天照大御神をはじめとする神々に神饌を供える大御饌の儀が行われ、続いて勅使が天皇の幣帛を奉る奉幣の儀が行われる。新嘗祭は両正宮に引き続き11月29日まで、すべての宮社で執り行われる[165]。

- 大祓（おおはらえ）
  - 6月30日：夏越（なごし）大祓
  - 12月31日：年越（としこし）大祓
  - 祓の中でも特に大きなものを大祓というが、伊勢神宮における大祓は6月と12月の末日のほか、大祭の前月に当たる1、4、5、9、10、11月の末日にも行われる[166]。伊勢神宮における祓は、忌火屋殿前の祓所もしくは一之鳥居前の祓所で行われるが、前者は主に神饌の祓いが行われ、大祓は後者で行われる。祓いを行うに際して奏上される祓詞は、神宮では独特の祓詞がある[166]。また、神宮の祓いの作法は、二見の御塩殿で奉製された塩を土器に盛り、この塩を大麻で左右左の順で撒くというものである[166]。

- 風日祈祭・修祓（皇大神宮忌火屋殿前）
- 風日祈祭（別宮・風日祈宮前）
- 修祓（第一鳥居内祓所）
- 神御衣祭の参進（内宮正宮）
- 前回の神御衣との入れ替え（荒祭宮）

### 毎日の祭事
- 日別朝夕大御饌祭（ひごとあさゆうおおみけさい）

### 臨時祭
臨時祭は、以下のような場合に行われる。
- 即位礼、大嘗祭を行う期日が定められたとき
- 大嘗祭が行われる当日
- 立太子礼が行われる当日
- 立皇太孫礼が行われる当日
- 天皇の御成年式が行われる当日
- 大婚の約が成立した当日
- 皇太子および皇太孫の結婚成約の当日
- 国家の重大事
  - 一例として、昭和20年(1945年)9月6日に終戦奉告祭が行われた。
- 皇室の重大事
- 神宮の重大事

## 参道
伊勢街道、伊勢本街道、参宮街道を初めとして、多方面から、参拝道を兼ねる街道が整備された（「伊勢参宮街道」参照）。
東海道（京・大坂から）の伊勢別街道では、分岐点の関宿に一の鳥居が立つ（北緯34度51分5.68秒 東経136度24分1.10秒 / 北緯34.8515778度 東経136.4003056度）。元は内宮前の宇治橋両端に立つ鳥居のうち内側の鳥居で、式年遷宮の時に建て替えられる。
東海道（江戸から）の伊勢国入り口の七里の渡しにも一の鳥居が立っており（北緯35度4分5.15秒 東経136度41分47.67秒 / 北緯35.0680972度 東経136.6965750度）、元は宇治橋の外側の鳥居で、こちらも式年遷宮の時に建て替えられる。さらに伊勢街道分岐点の日永の追分には、二の鳥居が立つ（北緯34度56分7.93秒 東経136度35分53.43秒 / 北緯34.9355361度 東経136.5981750度）。
- 関宿の一の鳥居
- 七里の渡しの一の鳥居
- 日永の追分の二の鳥居

## 鳥居前町（門前町）

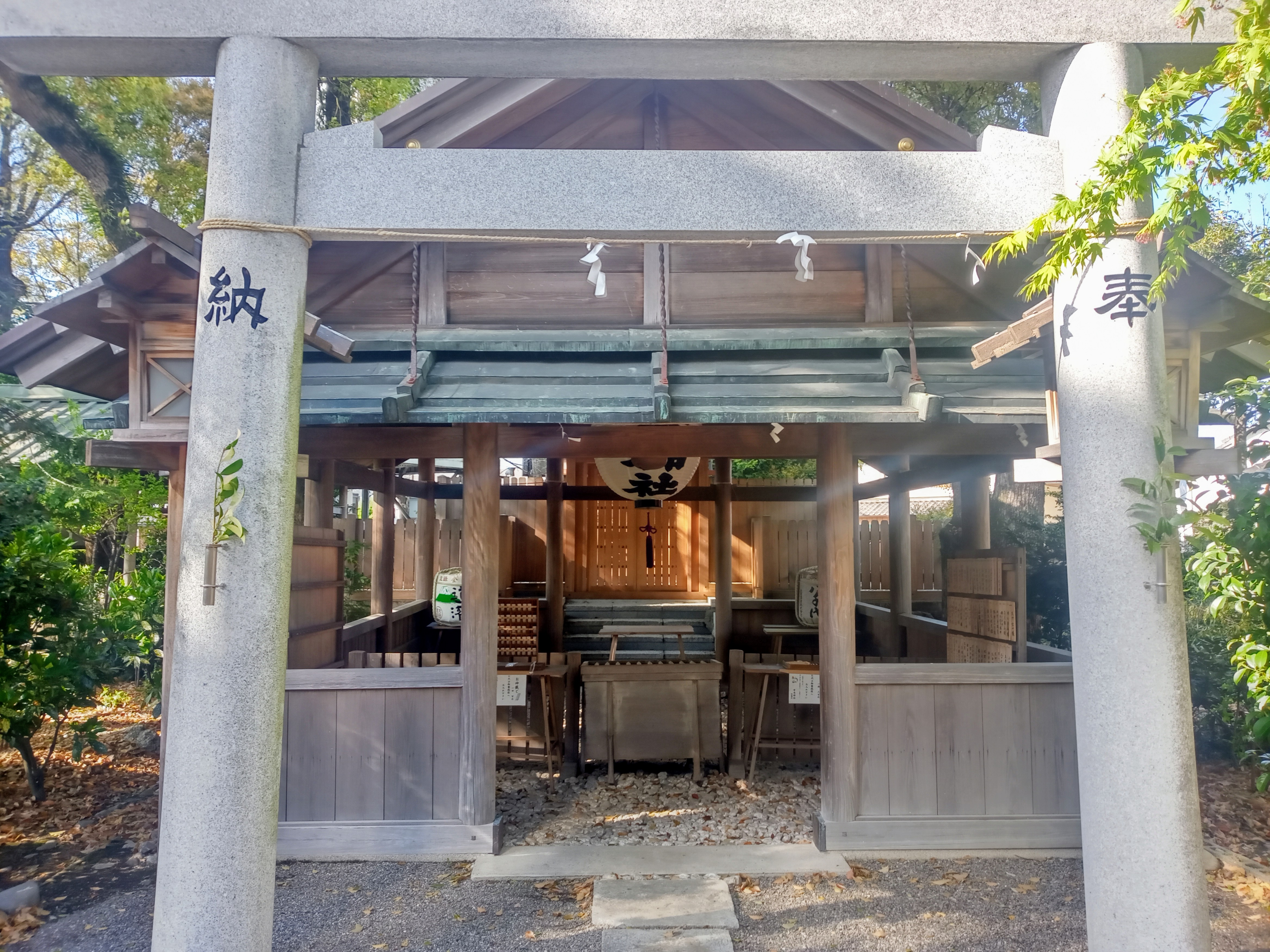
山田の地を鎮守する山田産土八社の一つ、世木神社。外宮の神主を世襲した度会氏の氏神である天牟羅雲命を主祭神とする。

門前町に相当する鳥居前町としては、内宮は宇治、外宮は山田がある。中世には、町人層である地下人や神役人（じやくにん）が台頭し、旧来の神職層である神人（じにん）に対抗してそれぞれ自治都市を形成した。宇治は宇治会合、山田は山田三方と呼ばれる自治組織を形成し、年寄衆などの有力地下人が会合所を設け政務をとり、合議制により町が運営された。山田三方は、14世紀前半に成立した六斎市である岩渕、坂、須原の三つの「方」が中心となって成立し、中世末期ごろには組織独自の花押型の印章を用いて、市場における魚座や米座の加入認証業務を行うなど当該地域における商業行為にも強い影響力を持ち、江戸時代に入ると山田羽書という独自の紙幣を発行するなど、商業都市として栄えた。伊勢地域は豊臣政権や徳川政権においても検地が行なわれなかったことから、宇治山田は幕藩体制が成立する近世に入っても中世的な自治組織が引き継がれ、年寄が会合所で政務をとり、裁判権、警察権も自治組織が握った。寛政年間以降は、山田奉行による統制が強まり、自治も限定的となったが、一般の近世村落に比べれば年貢負担は軽いものであった。宇治と山田はしばしば対立し、明徳3年（1392年）、正長2年（1429年）、永享13年（1441年）、嘉吉2年（1442年）、文安6年（1449年）に衝突があった。特に文明18年（1487年）に起きた宇治山田合戦は、伊勢国司の北畠氏が宇治側に加担して介入し、山田が炎上して外宮まで類焼におよぶ被害を受け、山田側も宇治を攻撃し内宮神殿以外が全焼する大被害をもたらす争乱となった。
また、両地区の間にある古市は江戸時代、参拝後に精進落としとして立ち寄る人が増えて遊廓などが立地する歓楽街を形成した。古市は、もともとは人家のない山道であったが、寛永年間ごろから歌舞伎、浄瑠璃などの芝居小屋が立ち並ぶようになった。古市の歌舞伎小屋は、上方の歌舞伎役者の登竜門とされ、『新撰古今役者大全』には三都以外の地方芝居では古市が全国一とされた。17世紀後半からは遊郭も勃興し、備前屋をはじめとして70軒近い鼓楼が立ち並んだ。遊郭では、長唄風の俗謡に振り付け遊女が総踊りを見せる「伊勢音頭」が聞かれた。その他、見世物の興行も盛んで、籠細工、曲独楽、生人形などが興行され、ラクダ、トラ、ゾウなどの異国動物の見世物も興行された。古市は、「聖と俗」が混在していたかつての伊勢参詣における「俗」を代表する場であった。
3地区とも、太平洋戦争末期の宇治山田空襲で古い建物の多くが焼失した。戦後、観光バスが鳥居近くに直行するようになり、宇治も山田も普通の市街地や住宅地と化した。宇治では1993年の式年遷宮を機に、おかげ横丁など観光地らしい商店街としておはらい町を整備。伊勢市駅前など外宮周辺でも2013年の式年遷宮を機に観光客向けの店舗開業などが進んだ。
宇治、山田、古市の3地区の他に、大量の参宮客が宿泊した宇治山田へ物資を供給する一大問屋街として成長し、「伊勢の台所」とまで呼ばれた河崎や、伊勢と東国を結ぶ太平洋海運の拠点として機能し、中世末期には大湊老若などの自治組織を形成して廻船業の要となった大湊も非常に栄えた。小俣も、近世以前は宮川に橋がかかっていなかったため、川止めになった際に参宮人がこの地で宿泊を余儀なくされたことから宿場として発達した。二見興玉神社や神宮の御塩殿が設置された二見も、参宮者の多くがこの場所まで足を伸ばしたことから、宿泊業や土産物業が発達した。このように、伊勢神宮とともに伊勢の町々も発達していった。

## 御料地
神宮神田
神饌用の稲は、全て神宮神田で栽培されている。品種は、粳米ではチヨニシキ、イセヒカリ、みえのみえ、キヌヒカリ、あきたこまち、ナギホ、ニシホマレなど、餅米では神楽糯、あゆみもちなどである。天候不順や災害などの被害を最小限に留めるため、多くの品種を育て、田植えは時期をずらして行われる。4月には神田下種祭、5月には神田御田植初、9月には抜穂祭がそれぞれ斎行され、豊作が祈願が行われる。所在地は三重県伊勢市楠部町。
神宮御園
神饌用の野菜・果物は、全て神宮御園で栽培されている。品目は50種類ほどである。供進される野菜や果物は、祭祀によってその品目と数量が定められている他、盛りつける土器の大きさも決められているため、それにあった大きさに育てる様細心の注意を払う必要がある。毎年春分の日には御園祭が斎行され、豊作と作業関係者の安全が祈願される。所在地は三重県伊勢市二見町溝口。
御塩浜
神饌用の御塩は、荒塩を焼き固めた堅塩が用いられる。荒塩の原料となる鹹水は全て御塩浜で採取され、御塩汲入所に運ばれる。採鹹作業は毎年7月下旬から8月上旬の土用ごろの時期、約1週間ほどかけて行われる。所在地は三重県伊勢市二見町西。
御塩汲入所
前述の通り、御塩浜で採取された鹹水は、全て御塩汲入所に運ばれる。運ばれた鹹水は、隣接する御塩焼所にて鉄の平釜で炊き上げられ、荒塩にされる。炊き上げ作業は交代で火を焚き続けながら、一昼夜かけて行われる。所在地は三重県伊勢市二見町荘。
神宮鰒調製所
神饌用の鰒（アワビ）は、全て神宮鰒調製所で乾燥させられたものが用いられる。その由来は、倭姫命が志摩国を巡行した際、国崎の海女おべんが鰒を差し出したことから、御贄処として定められたとされる。毎年6月から8月にかけ、古式ゆかしく身取鰒・玉貫鰒と呼ばれる熨斗鰒に調製されており、その技法は県の無形民俗文化財に指定されている。所在地は三重県鳥羽市国崎町。
神宮干鯛調製所
神饌用の干鯛は、全て神宮干鯛調製所で乾燥させられたものが用いられる。干鯛は、島周辺で水揚げされた鯛の内臓を取り除き、塩水につけた後、晴天の日に2日間ほど乾燥させて調製されたもので、御幣鯛とも呼ばれる。所在地は愛知県知多郡南知多町大字篠島。
神宮土器調製所
神宮で用いる土器は全て神宮土器調製所で焼かれた土師器が用いられる。神宮では、一度使用した土器は細かく粉砕し土中に埋めることになっているため、年間約6万個の土器が調製される。所在地付近は、高天原から埴土を移したという伝承があり、良質な粘土に恵まれていることから、皇大神宮鎮座当時から土器を調製してきたとされている。所在地は三重県多気郡明和町蓑村。
神服織機殿神社八尋殿
神宮で供進される和妙は、全て神服織機殿神社八尋殿で奉織される。和妙とは、神御衣祭の際、皇大神宮および荒祭宮に奉献される絹の反物のことを指す。皇大神宮鎮座当初には、五十鈴川のほとりに宇治の機殿を建て、天上の儀式に則りの和妙を奉織していたと伝えられるが、天武天皇の御代に紡績業の盛んな現在地に移されたとされる。現在は、神御衣祭を控えた5月と10月に神職が参向し、奉織が行われる。奉織前の5月1日・10日1日には神御衣奉織始祭が、奉織後の５月13日・10月13日には神御衣奉織鎮謝祭が、それぞれ斎行される。所在地は三重県松阪市大垣内町。
神麻続機殿神社八尋殿
神宮で供進される荒妙は、全て神麻続機殿神社八尋殿で奉織される。荒妙とは、神御衣祭の際、皇大神宮および荒祭宮に奉献される麻の反物のことを指す。現在は、和妙と同様に、神御衣祭を控えた5月と10月に神職が参向し、奉織が行われる。奉織前の5月1日・10日1日には神御衣奉織始祭が、奉織後の5月13日・10月13日には神御衣奉織鎮謝祭が、それぞれ斎行される。所在地は三重県松阪市井口中町。

## 文化施設・教育施設
神宮徴古館

神宮農業館

式年遷宮記念神宮美術館

式年遷宮記念せんぐう館
第62回神宮式年遷宮を記念して、外宮宮域内に開館した博物館施設。20年に1度行われる神宮式年遷宮の祭典をはじめ、装束神宝奉製や社殿造営の技術を未来へ継承するため、その製作工程や豊受大神宮正殿の原寸模型などを展示している。
神宮文庫

神宮研修所
神宮研修所は、神社本庁指定の神職養成機関である。高等学校卒業以上25歳未満の男子のみ入学可能であり、全寮制（寮費・食費無料）、入学金・授業料無料、奨学金支給、制服・白衣白袴貸与が特徴である。2年間の課程を修了した者には、神社本庁より正階の神職階位が授与される。所在地は三重県伊勢市中村町桜が丘。
神宮五十鈴川幼稚園
神宮五十鈴川幼稚園は1915年（大正4年）5月1日、宇治山田市（現伊勢市）の青年会第1支会の事業として創立37年を閲した1952年（昭和27年）7月15日、園主徳井利左衛門をはじめ市民らの要望により経営を神宮司庁に移管、園名を「神宮五十鈴川幼稚園」に改めた。当園は神宮の公営事業の一環として神宮司庁が運営し、設置者は神宮大宮司、神宮司庁文教部に所属し同部長または次長が園長に就任、1992年（平成4年）以降は園務長と改称、その指揮下に主任教諭の園長を置いている。毎朝、全員で園内の神殿にて朝拝が行われる他、随時神宮参拝の行われることが特色である。所在地は三重県伊勢市宇治中之切町。
神宮高倉山幼稚園
前身は、1949年（昭和24年）、私立厚生小学校内に開設された厚生幼稚園である。当初、小学校の教室・講堂などの一部を借用し保育が行われ、1953年（昭和28年）には園舎建設のため同小学校PTAと地域住民により厚生幼稚園育成会が結成され、園舎竣工に先立つ1954年（昭和29年）、育成会に運営が移管された。1969年（昭和44年）、折からの児童数の激増により運営基盤の確立と施設拡充を図るべく、育成会は、同園を神宮司庁に移管することを決定、同年12月に神宮高倉山幼稚園と改称し設立認可を受け、翌年3月31日を以って厚生幼稚園が廃園、4月1日神宮高倉山幼稚園が開園した。同年4月13日に第1回入園式を挙行。厚生幼稚園からの編入児と新入児合せて192名が入園した。神宮司庁では、既に姉妹園である神宮五十鈴川幼稚園の保育と運営の実績があり、園の運営は開園当初より順調に行われた。当園は神宮司庁の公益事業の一環として運営され、設置者は神宮大宮司、文教部に属し同部長または次長が園務長に就任し、その指揮下に主任教諭の園長を置いている。現園舎は、厚生中学校の跡地を購入し建設。1969年（昭和44年）竣工。なお、教育方針の詳細および行事などについては神宮五十鈴川幼稚園と同様である。所在地は三重県伊勢市八日市場町。

## 関係地

### 神宮宮域林
神宮が所有している森林を「神宮宮域林」と言い、「伊勢神宮の森」とも呼ばれる。面積は約5450ヘクタールと広大で、伊勢市全体の森林の約半分を占める。聖域として、大滝祭（7月）以外は立入禁止区域となっている。宮域林は三重県伊勢市の南部に位置し、五十鈴川の水源である神路山、島路山、高倉山の3山からなる。第一回遷宮以来御杣山として遷宮に用いられるヒノキ御用材を産出していたが、鎌倉時代中期以降、樹木不足が原因で御杣山は宮域林を離れた。現在では木曽国有林から産出される材で御用材を賄っている。宮域林では、再び御用材を自給することを目標に大正12年に「神宮森林経営計画」を策定し、それに従って造林・育成がなされている。生態的機能・水源涵養を主眼とした針広混交林施業を行っている。毎年約2万本のヒノキを植樹している。

### 佐八苗圃
神宮の祭事に使用する榊（さかき）などを育てる「佐八苗圃（そうちびょうほ）」がある。伊勢市内の1.7ヘクタールに約2万の榊が栽培されている。

### 金剛證寺
金剛證寺は神仏習合時代、伊勢神宮の丑寅（北東）に位置するため「伊勢神宮の鬼門を守る寺」として伊勢信仰と結びつき、「伊勢へ参らば朝熊をかけよ、朝熊かけねば片参り」といわれ、伊勢・志摩最大の寺となった。虚空蔵菩薩の眷属である雨宝童子が祀られており、当時は天照大御神の化現と考えられたため、伊勢神宮の奥の院とされた。それらから、仏事に用いられる樒（しきみ）ではなく、神事に使われる榊が供えられる、全国でも珍しい寺である。

## 文化財

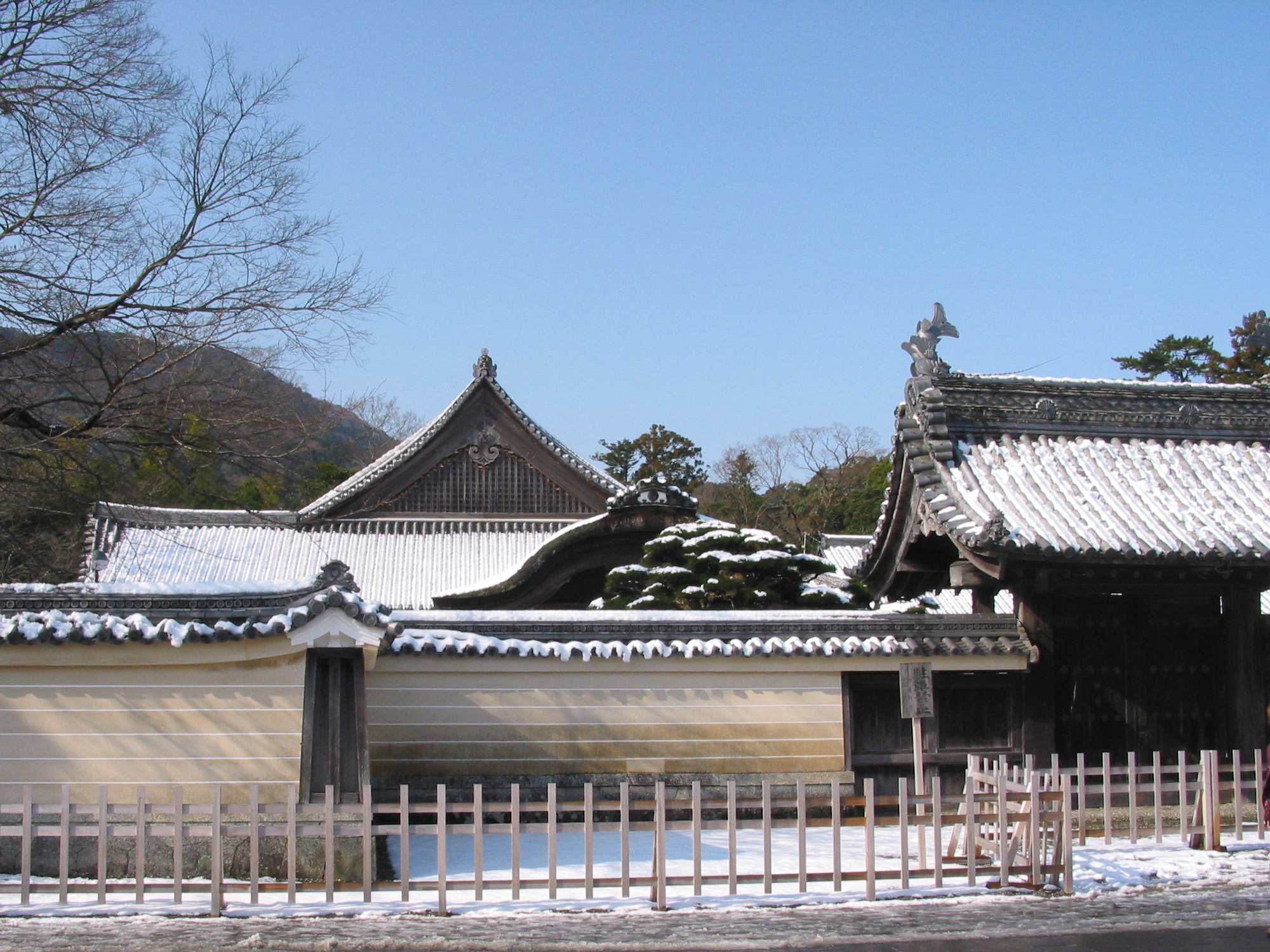
神宮祭主職舎本館（重要文化財、左奥の建物）。

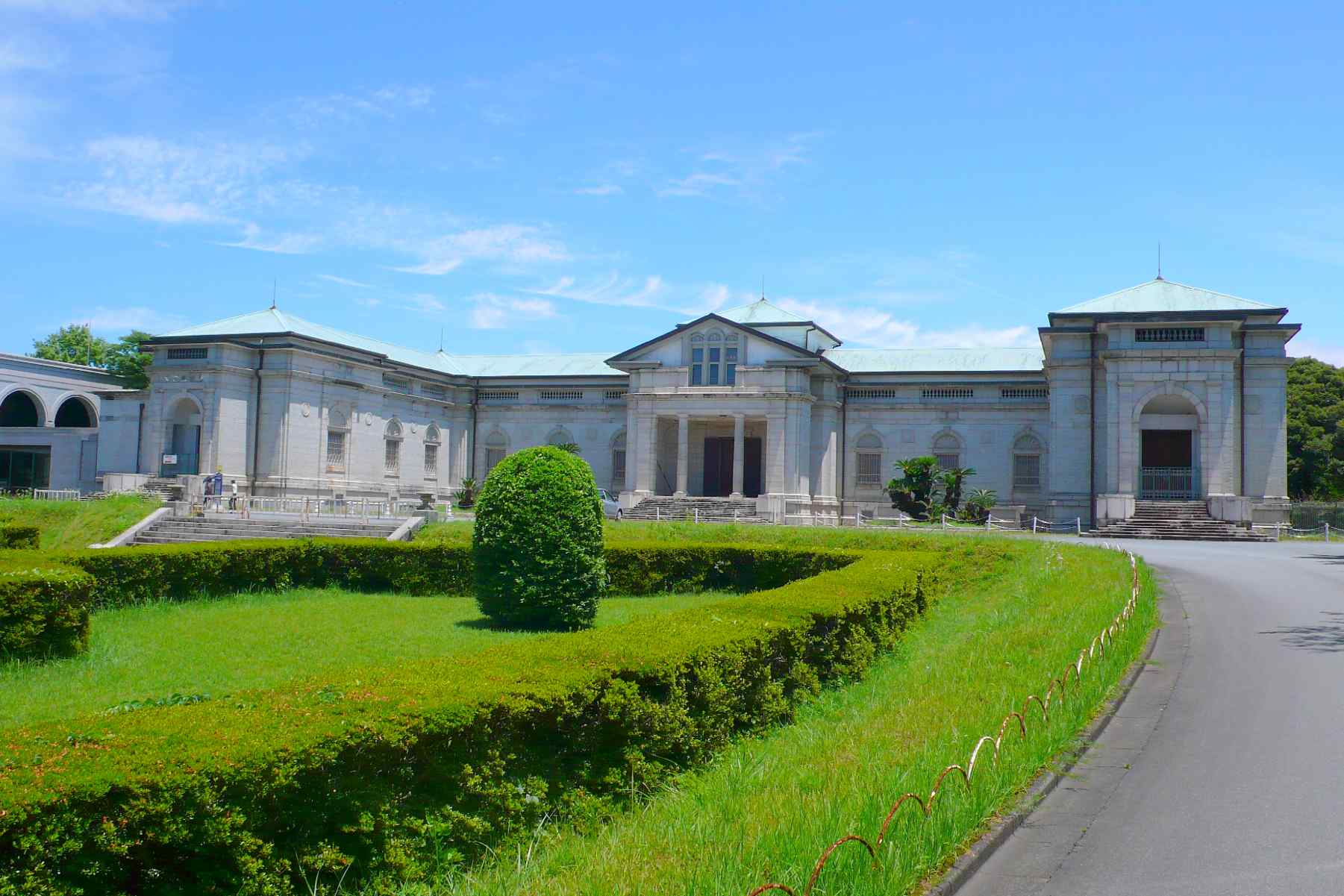
神宮徴古館（登録有形文化財）。

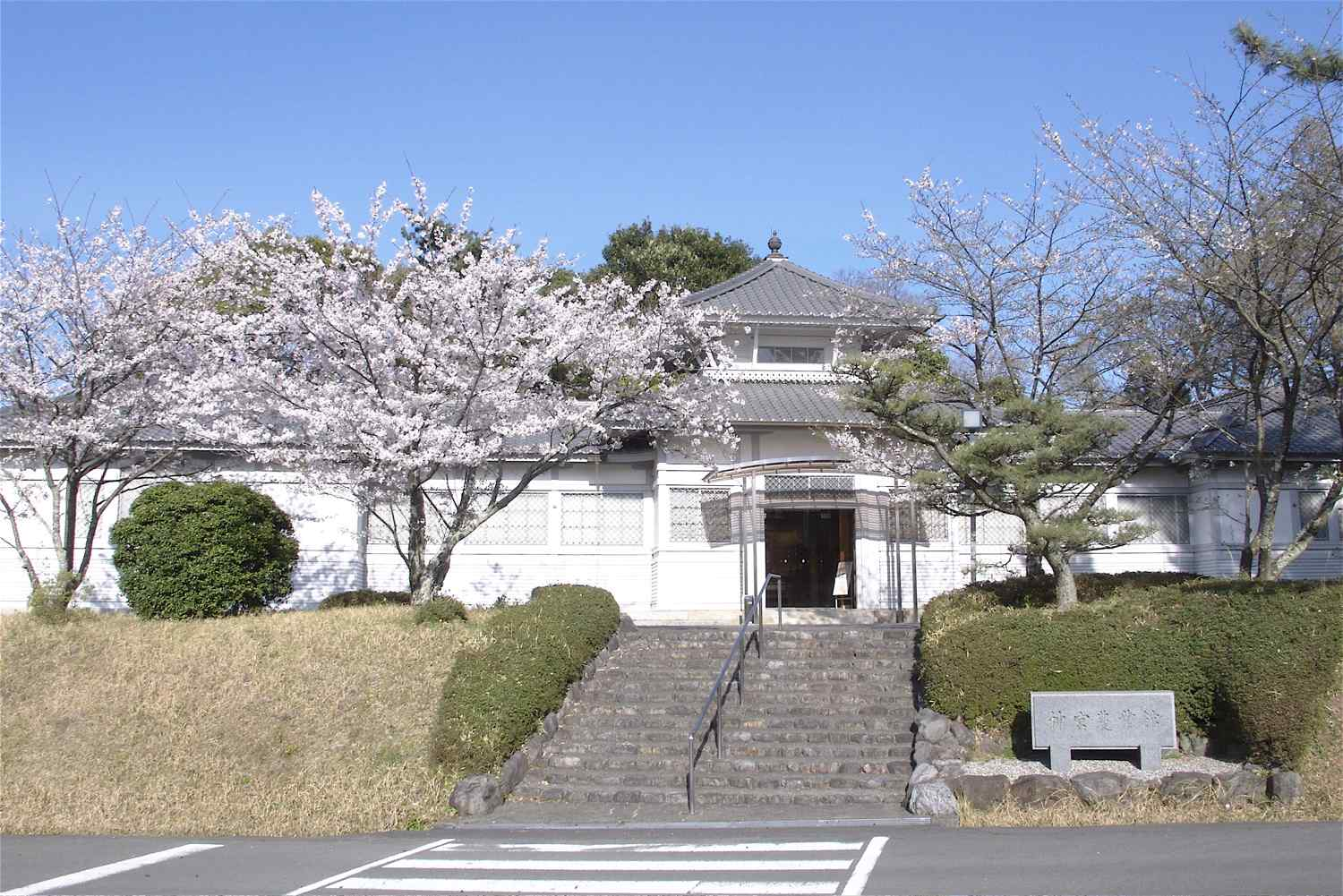
神宮農業館（登録有形文化財）。

### 国宝
- 玉篇 巻第廿二

### 重要文化財（国指定）
- 紙本著色伊勢新名所絵歌合
- 神宮古神宝類（明細は後出）
- 太刀 銘吉信（附 糸巻太刀拵）
- 太刀 銘次家
- 太刀 銘俊忠（附 糸巻太刀拵）
- 刀 折返銘有国
- 毛抜形太刀
- 古事記上巻 1冊 応永三十三年春瑜書写奥書
- 古事記裏書 1冊 応永三十一年道祥書写奥書
- 古文尚書 13巻 自正和元年至正和三年清原長隆伝授奥書
- 神宮法楽和歌 16巻 霊元天皇以下歴代天皇宸翰
- 日本書紀私記 応永三十五年髪長吉叟書写奥書
- 日本書紀私見聞（道祥自筆本、応永三十三年抄出奥書）1冊・日本書紀私見聞（春瑜自筆本）2冊
- 皇太神宮儀式帳残巻・等由気太神宮儀式帳
- 度会氏系図（元徳元年十一月注進本）
- 天養記[182]
- 神鳳鈔（附：神鳳鈔御巫本）[183]
- 氏経卿神事記[184]
- 氏経卿引付 7冊[184]
- 金銅透彫金具 - 静岡県浜松市浜名区根堅出土
- 据台付子持はそう（「はそう」の漢字は左が「瓦」、右が「泉」）福岡市西区羽根戸出土
- 角屋家貿易関係資料（明細は後出）
- 渋川春海天文関係資料（明細は後出）
- 神宮祭主職舎本館（旧慶光院客殿）[185] - 所在:伊勢市宇治浦田

出典：2000年までの国宝・重要文化財指定物件については『国宝・重要文化財大全 別巻』（毎日新聞社、2000年）の「所有者別総合目録」「名称総索引」「統計資料」による。
神宮古神宝類
- 玉纒横刀（たままきのたち） 1口
- 玉纒横刀 1口
- 雑作横刀（くさぐさのたち） 1口
- 雑作横刀 1口
- 雑作横刀 1口
- 鉄鉾身（金銅鏑付）1口
- 金銅椯（たたり） 1基
- 金銅高機（たかはた）（杼付）1基
- 金銅高機架（たかはたのか） 1基
- 牡丹文八稜鏡 1面
- 装束類布帛本様 3帖

角屋家貿易関係資料
- アジア航海図（羊皮紙著色）1面
- 御朱印旗 1旒
- 大湊角屋家旗 1旒
- 角屋家文書 7巻1冊

渋川春海天文関係資料
- 天文瓊統（自筆本）元禄十一年正月内宮奉納奥書 8冊
- 日本長暦（自筆本）貞享二年夏内宮奉納奥書 2冊
- 日本長暦（自筆本）元禄六年九月宮崎文庫奉納奥書 2冊
- 日本長暦（自筆本）元禄五年正月応中川経晃需奥書 2冊
- 日本書紀暦考（自筆本、内宮奉納本） 1冊
- 日本書紀暦考（自筆本）元禄五年正月応中川経晃需奥書 1冊
- 両宮御鎮座古暦（自筆本）貞享元年九月奥書 1巻
- 元禄二年七曜御暦（自筆本）元禄二年正月朔日奥書 1巻
- 元禄三年具注暦（自筆本）元禄二年十一月朔日奥書 1巻
- 元禄四年具注暦（自筆本）元禄三年冬日奥書 1巻
- 天球儀 元禄庚午（三年）在銘 1基
- 地球儀 1基
- （以下は附指定）
  - 貞享暦議 7冊
  - 日本古今交食考 1冊
  - 春海先生実記 甲子（延享元年）書写奥書 1冊

### 国の登録有形文化財
- 神宮徴古館 [186]
- 神宮農業館[186]

### 国の選択無形民俗文化財
- 伊勢の「お木曳き」行事 [187]
- 伊勢の「白石持ち」行事 [188]

### 国の史跡
- 旧林崎文庫（伊勢市宇治今在家町所在）[189]

## おみくじ
伊勢神宮にはおみくじがない。神宮側の見解としては、おみくじは日頃から参拝できる身近な神社で引くものであることと、「一生に一度」とされたお伊勢参りをした日が大吉でないわけがないことを理由として挙げている。「伊勢神宮では個人的な吉凶を占うことがはばかられるから」という別の説もある。おかげ横丁では、犬の置物とセットになった「おかげ犬」のおみくじや「おかげ干支みくじ」が売られているほか、第三銀行おかげ横丁出張所では利用明細票に運勢を表示するおみくじ機能付き現金自動預払機（ATM）を設置している。

## その他

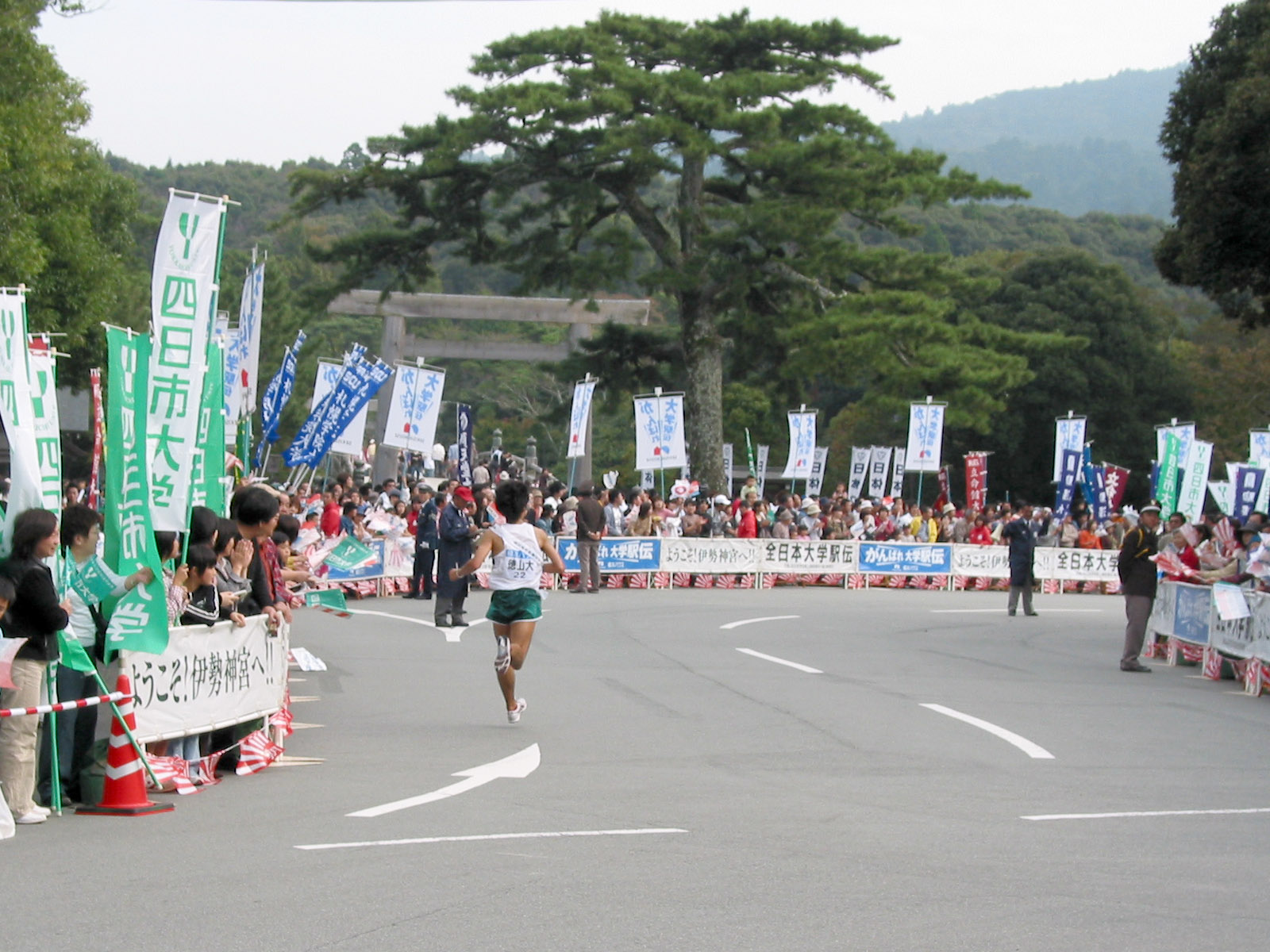
全日本大学駅伝の光景。

- 毎年11月に開かれる全日本大学駅伝対校選手権大会（熱田神宮西門 - 伊勢神宮間）では、内宮で五十鈴川にかかる宇治橋前のロータリーが106.8kmのゴール地点となる[195]。
- 2013年9月14日、歌手の倉木麻衣が第62回伊勢神宮式年遷宮奉祝「TOKYO FM奉納歌謡公演」にて歌の奉納を行った。場所は伊勢神宮内宮にある参集殿奉納舞台で行われ、女性ポップス歌手として神宮公式奉納は初となる[196][197]。
- 三重県最大の観光スポットであり、式年遷宮が行われた2013年には内宮・外宮合わせて14,204,816人（前年比176.9%）が来訪した[198]。
- 伊勢神宮周辺では昭和30年代、民間団体が寄付を募り石灯籠を建てた[199]。その後、民間団体は解散して保守点検もされず、2018年3月時点で、石灯籠は国道に99基、県道に329基、市道沿いに8基、市営駐車場周辺に84基の合計520基が残存していた[199]。2018年4月の石灯籠落下による歩行者死亡事故を受け[199][200]、2018年4月、国、県、市で早急に全520基を、撤去すると発表された[201]。同年11月29日には撤去が完了した[199][200]。
- 毎年4月になると、大相撲春巡業の一環として伊勢神宮奉納相撲が行われる[202]。

## 所在地
- 内宮（皇大神宮）：三重県伊勢市宇治館町1
- 外宮（豊受大神宮）：三重県伊勢市豊川町279

## 交通

### 内宮まで

#### 鉄道
- 最寄駅：近鉄鳥羽線 五十鈴川駅
  - 徒歩：約30分
  - バス：約10分 - 宇治山田駅・伊勢市駅・外宮からの路線
- 近鉄山田線・鳥羽線 宇治山田駅
  - バス：約15分
- JR東海参宮線・近鉄山田線 伊勢市駅
  - バス：約15分（路面電車型バス「神都バス」も運行される）

#### 自家用車
- 伊勢自動車道 伊勢西ICから、三重県道32号伊勢磯部線（御木本道路）を南へ2分、のち「浦田」交差点から伊勢街道を南へ2分。
- 駐車場：宇治橋周辺の参拝者用駐車場を利用。
  - 混雑時には自家用車は浦田町交差点から内宮方面へ進入禁止の規制が行われるため、宇治浦田町の伊勢市営駐車場や、近隣の三重県営総合競技場（五十鈴公園）に併設されている駐車場などを利用（有料）。
  - 初詣の期間には大晦日深夜より正月三が日を含む数日間は、三重県営サンアリーナ駐車場とバス専用レーンを利用したパークアンドライドが行われている（2003年初詣期間以降）。またゴールデンウイーク期間中も同様にパークアンドライドが実施されている（2010年時点）。

### 外宮まで

#### 鉄道
- 最寄駅：JR東海参宮線・近鉄山田線 伊勢市駅（徒歩約5分）
- 近鉄山田線 ・鳥羽線 宇治山田駅（バス約6分）

#### バス
- 三重交通「外宮前」バス停下車（下車後徒歩すぐ）
- 三重交通「伊勢市駅前」バス停下車（下車後徒歩5分）

#### 自家用車
- 伊勢自動車道 伊勢西ICから、三重県道32号伊勢磯部線（御木本道路）を北へ約5分
- 駐車場：北御門前に434台収容の無料駐車場あり[203]。内宮同様正月の混雑時にはパークアンドライドが行われている。

### 補足事項
- 外宮から内宮へは、徒歩で約50分（バス運行あり）。
- 大鳥居より内には犬の同伴は不可である[204][205]。内宮、外宮ともに大鳥居の横に位置する警備室で犬の預かりがある[204][205]。

## 関連文献
- こほりくにを、日竎貞夫 『伊勢神宮』 保育社〈カラーブックス 890〉、1996年8月。ISBN 978-4-586-50890-7。
- 所功 『伊勢神宮』 講談社〈講談社学術文庫 1068〉、1993年4月。ISBN 978-4-06-159068-7。
- 矢野憲一『伊勢神宮 - 知られざる杜のうち』角川学芸出版〈角川選書 402〉、2006年11月。ISBN 978-4-04-703402-0。
- 矢野憲一『伊勢神宮の衣食住』角川学芸出版、2008年4月。ISBN 978-4-04-408301-4。 ※著者は禰宜を務めた。
- 井上章一 『伊勢神宮 - 魅惑の日本建築』 講談社、2009年5月。ISBN 978-4-06-215492-5。
- 千種清美 『永遠の聖地伊勢神宮 - 二〇一三年、式年遷宮へ』 ウェッジ、2010年8月。ISBN 978-4-86310-074-9。
- 坂口安吾 「安吾の新日本地理 安吾・伊勢神宮にゆく」（1951年初出） -  青空文庫
- 塚本明 『伊勢参宮文化と街道の人びと - ケガレ意識と不埒者の江戸時代』 吉川弘文館、2024年3月。ISBN 978-4-642-05990-9。